# Belgrád
Belgrád (eredeti magyar neve legalább a XIV. század eleje óta Fehérvár, Nándorfehérvár, a 16. és a 19. század között n > l hangváltozással gyakran Lándorfejérvár („Bolgárfehérvár”) változatban is, szerbül 'Fehérvár' jelentéssel Београд / Beograd  ejtése) Szerbia fővárosa és egyben legnagyobb városa. Először az i. e. 3. században a kelták éltek itt, mielőtt római kolóniává vált mint Singidunum. Belgrád néven először 878-ban említik. 1403-ban lett először Szerbia fővárosa, 1918 és 2003 között Jugoszlávia, 2003 és 2006 között Szerbia és Montenegró fővárosa volt, majd 2006-tól ismét csak Szerbia fővárosa.
A város a Száva és a Duna összefolyásánál fekszik Szerbia északi részének közepén, ahol a Kárpát-medence a Balkán-félszigettel találkozik. Belgrád városmegye lakossága 2011-ben hivatalosan 1 659 440 fő, amíg maga a városé 1 166 763 fő. Belgrád a volt Jugoszlávia legnépesebb városa.
Történelme során Belgrád a keleti és nyugati kultúra választóvonalán helyezkedett el. Európa egyik legrégibb városa: Belgrád szélesebb környéke volt a legnagyobb európai prehisztorikus kultúra – a vinča–tordosi kultúra – bölcsője. A város alapítása a kelta és római időkre tehető, ezt a szlávok betelepülése követte, a 7. században. A középkorban bizánci, frank, bolgár, magyar és szerb uralkodók birtokolták, amíg az oszmán törökök el nem foglalták, 1521-ben, hogy a belgrádi pasaság székhelyévé tegyék. 1403-ban először lett a független szerb állam fővárosa (1427-ig, amikor is Magyarországhoz került). Ezen státusát 1841-ben visszanyerte, de a törökök ténylegesen csak 1867-ben hagyták el. A 20. században a sokféle változáson átment Jugoszlávia fővárosa lett, egészen 1992-ig, amikor a föderatív jugoszláv államból kivált államok után már csak Szerbia és Montenegró fővárosa maradt, 2006-tól pedig a független Szerbia fővárosa.
Belgrád Szerbia közigazgatásában külön közigazgatási egységet képvisel, saját városi önkormányzattal. A városnak 17 kerülete van, mindegyiknek élén saját tanáccsal. Szerbia területének 3,6%-án fekszik, a szerbiai népesség 21%-a él az ország kereskedelmi, kulturális, gazdasági és tudományos központjának számító városban.
A várost és várát számos alkalommal ostromolták. 1456. július 4–22. között a nándorfehérvári csatában Szilágyi Mihály és Hunyadi János fontos győzelmet arattak II. Mehmed oszmán szultán ostromló hadserege fölött, több évtizedre visszavetve a török hatalom balkáni terjeszkedését.

## Földrajza

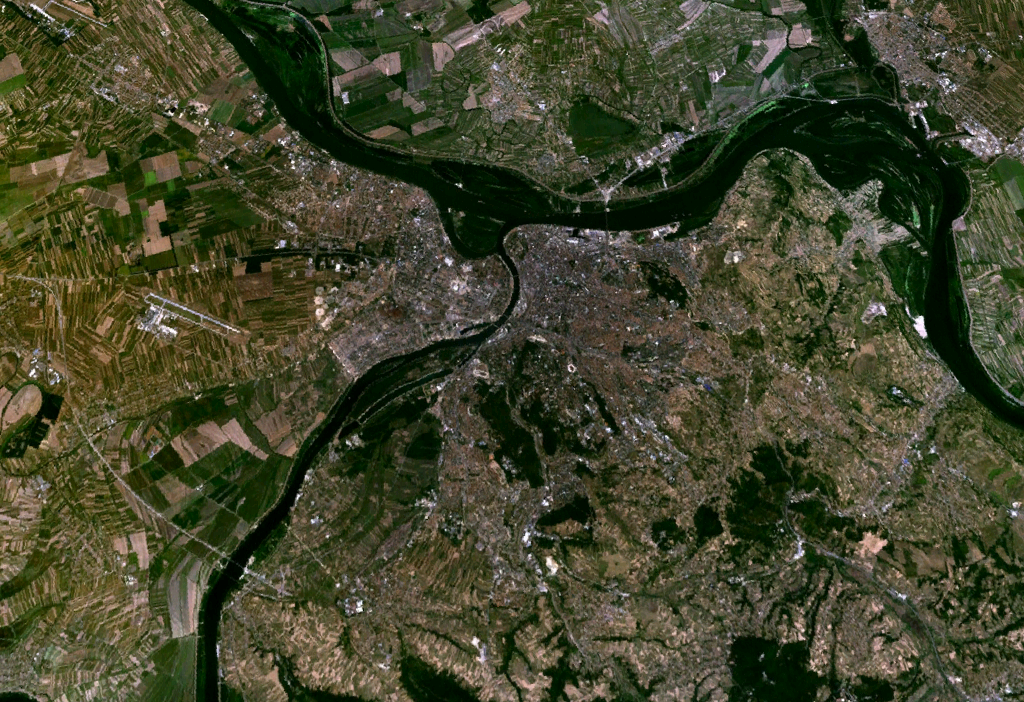
Belgrád műholdképe

Belgrád átlagos tengerszint feletti magassága 132 m; legmélyebben fekvő része 70,15 méteren, míg legmagasabb pontja 303,1 méteren van. A város a Pannon-síkság és a Dinári-hegység találkozásánál, valamint a Duna és a Száva összefolyásánál terül el. Az északi szélesség 44° 49' 14" és keleti hosszúság 20° 27' 44" koordinátákon helyezkedik el. Belgrád történelmi magja (az egykori Nándorfehérvár) a Kalemegdán-hegyfokra épült a Száva folyó jobb partján. Körülötte a Šumadijai-hátság 200-300 méteres dombjai közül az 511 méter magas Avala és a 628 méter magas Kosmaj emelkednek ki, de a 198 méteres Dedinje már betagozódik a dombvidékbe. A Belgrádtól északra fekvő területek közül a Száva túlpartján a Zimonyi löszfennsík, míg a Duna túlpartján a Pancsovai rét található.
A 19. századtól a város kiterjedt délre és keletre, a második világháború után Belgrád a Száva bal partján terjeszkedett és így magába olvasztotta Zimony városát. A város területe 360 km², elővárosokkal együtt 3223 km².

### Éghajlata
Belgrádnak mérsékelt kontinentális éghajlata van. Az évi átlagos középhőmérséklet 12,5 °C, a legmelegebb hónap a július, amelynek átlaghőmérséklete 23,0 °C. Ugyanakkor az év 95 napján a napi legmagasabb hőmérséklet meghaladja a 25 °C-ot, 31 napján pedig a 30 °C-ot is. Az évi átlagos csapadék 700 mm körül alakul. A napsütéses órák száma sokéves átlagban 2096. A nap a legtöbbet júliusban és augusztusban süt, egy nap általában 10 órát; míg decemberben 2-2,3 órás napsütéssel lehet számolni naponta. A valaha mért legmagasabb hőmérséklet 43,6 °C volt (2007. július 24.), a legalacsonyabb pedig –26,2 °C (1893. január 10.).
| Hónap                                      | Jan.  | Feb.  | Már.  | Ápr. | Máj. | Jún. | Júl. | Aug. | Szep. | Okt. | Nov. | Dec.  | Év    |
| ------------------------------------------ | ----- | ----- | ----- | ---- | ---- | ---- | ---- | ---- | ----- | ---- | ---- | ----- | ----- |
| Rekord max. hőmérséklet (°C)               | 20,7  | 23,9  | 28,8  | 32,2 | 34,9 | 37,4 | 43,6 | 40,0 | 37,5  | 30,7 | 28,4 | 22,6  | 43,6  |
| Átlagos max. hőmérséklet (°C)              | 4,6   | 7,0   | 12,4  | 18,0 | 23,5 | 26,2 | 28,6 | 28,7 | 23,9  | 18,4 | 11,2 | 5,8   | 17,4  |
| Átlaghőmérséklet (°C)                      | 1,4   | 3,1   | 7,6   | 12,9 | 18,1 | 21,0 | 23,0 | 22,7 | 18,0  | 12,9 | 7,1  | 2,7   | 12,6  |
| Átlagos min. hőmérséklet (°C)              | −1,1  | −0,1  | 3,7   | 8,3  | 13,0 | 15,8 | 17,5 | 17,6 | 13,5  | 9,0  | 4,2  | 0,2   | 8,5   |
| Rekord min. hőmérséklet (°C)               | −18,2 | −15,4 | −12,4 | −3,4 | 2,5  | 6,5  | 9,4  | 6,7  | 4,7   | −4,5 | −7,8 | −13,4 | −18,2 |
| Átl. csapadékmennyiség (mm)                | 47    | 40    | 49    | 56   | 58   | 101  | 63   | 58   | 55    | 50   | 55   | 57    | 691   |
| Havi napsütéses órák száma                 | 72    | 102   | 153   | 188  | 242  | 261  | 291  | 274  | 204   | 163  | 97   | 65    | 2112  |
| Forrás: Szerb Hidrometeorológiai Szolgálat |       |       |       |      |      |      |      |      |       |      |      |       |       |

## Környezetszennyezés

### Szennyvíz
2020 táján a nagyváros szennyvizének jó része tisztítatlanul kerül a Dunába és a mellékfolyóiba. A város kb. egyharmadának szennyvize nem kapcsolódik semmilyen szennyvízkezelő rendszerhez, hanem tartályos teherautók szállítják el azt, majd közvetlenül a folyóba ürítik a tartalmukat. A szennyvízcsatornába kerülő ürülék nagy része is tisztítatlanul a folyóba kerül.
Európa nagyvárosai közül az egyetlen főváros, ahol a szennyvizet kezeletlenül vezetik a folyókba és a 2020-as években az egyetlen európai főváros, amely nem rendelkezik szennyvíztisztító üzemmel. Osztrák tudósok egy csoportja 2019-ben az E. coli baktérium „kritikus” jelenlétét állapította meg itt a folyóban, ami a magas szintű szennyezés jele.
A Száván a jelentősebb szennyvízkibocsátások az Ada hídnál kezdődnek. A Topčiderska patak, amely délről érkezve, Dedinje és Rakovica negyedén folyik át, az ürülék és az ipari szennyezés gyűjtőjévé vált. A Topčiderska a Čukarica-patakba folyik, amely a kellemetlen szagáról és a felszínen lebegő döglött haltetemekről is ismert.
2022 tavaszán egy német férfi a Dunán egész Belgrádig leúszott, de ott feladta a több ezer km-es, hosszú távú úszását a vízben lévő nagy mennyiségű fekália miatt.

## Történelme

### Ókor
7000 évvel ezelőtt a Körös- és a Starčevo-kultúra népe, később pedig a tiszai és a vinča–tordosi kultúra népe élt ezen a területen. A kelta törzsek közül a Scordisci telepedett le itt a Kr. e. 3. században, ők nevezték el Singidunumnak, ami Belgrád első ismert neve. Ezt az elnevezést a Kr. e. 1. században megjelenő római hódítók is megtartották. A hódítással Singidunum Moesia Superior tartomány része lett. A Kr. u. 2. század közepétől már teljes jogú várossá vált. Iulianus császár alatt a Római Birodalomban rövid időre újraéledt a hellenizmus kultúrája; a trónon őt követő Iovianus császár, aki visszaállította a kereszténységet, Singidunumban látta meg a napvilágot 331-ben.
Belgrád 395-ben, a Római Birodalom kettéosztásakor a Bizánci Birodalomhoz került.
A Száva túlpartján feküdt Taurunum (ma Zimony) kelta város; a két város a római és bizánci időkben szerves összeköttetésben állt egymással (híd ívelt közöttük). A következő időszakban (a 6. századtól a 20. század elejéig) azonban a városok nagyrészt egymástól függetlenül fejlődtek, mert két különböző államhoz tartoztak.

### Középkor
A várost elfoglalták, illetve többször lerombolták a hunok, a szarmaták, a gótok és az avarok is, mielőtt a szlávok 630 körül megérkeztek volna. Az avarokat végül a 9. században a Frank Birodalom győzte le, amely Taurunumot Malevilla néven magához csatolta. Ekkorra (878 körülre) tehető Belgrád első szláv alakjának (Bjelgrad – Бјелград) írásos említése az első dunai bolgár birodalom idejéből. A város négy évszázadon keresztül a Bizánci Birodalom, a Magyar Királyság és az első Bolgár Királyság csatatere volt. A 9. században a Bizánci Császárság határvárosa lett.
SALÁN VEZÉR ELINDULÁSA ÁRPÁD VEZÉR ELLEN
Salán vezér a görögök és bolgárok segédcsapataival együtt elindult Titelről, és övéi biztatására is dühösen Árpád vezér ellen lovagolt. S mialatt a két sereg egymás közelében éjszakázott, egyik sem mert aludni egész éjjel, hanem felnyergelt lovukat kézen tartva virrasztottak. Reggel pedig, még hajnal előtt, mind a két fél készült a csatára. Árpád vezér, akinek a mindenség Istene volt a segítője, felövezte fegyvereit, felállította a csatarendet, aztán könnyhullatva imádkozott Istenhez, majd imigyen tüzelte vitézeit: "Szittyák, kik a bolgárok dölyféből Hung várától a hungárus nevet kaptátok, a görögöktől való félelem miatt ne feledkezzetek meg kardotokról, és el ne veszítsétek jó hírneveteket. Hanem serényen és vitézül harcoljatok a görögök és bolgárok ellen, akik a mi asszonyainkhoz hasonlítanak, és úgy féljünk a görögök sokaságától, mint az asszonyokétól." Ennek hallatára vitézei nagyon felbuzdultak. Tas fia Lél megfújta a kürtjét, Bogát fia Bulcsú meg felemelte a zászlaját, s az első hadsorban indultak ütközetbe a görögök ellen. Erre harcba elegyedett a két ellenséges csatarend, és kezdtek hevesen vívni egymással. S amikor Árpád vezérnek egész serege viadalra kelt a görögök ellen, igen sokan elestek a görögök és bolgárok közül. A fent említett Salán vezér pedig, amint látta, hogy övéi alulmaradnak a küzdelemben, futásnak eredt, s hogy életét megmentse, Bolgárfejérvárba sietett. A görögök meg bolgárok a magyaroktól való rettegésükben eszüket vesztve elfelejtették, hogy melyik úton jöttek, s midőn életüket mentve futásnak eredtek, a Tiszát kicsiny folyónak vélve, át akartak úszni rajta. De mivel ekkora félelem és rémület szállotta meg őket, a magyaroktól való rettegésükben majdnem mindnyájan a Tisza vizébe vesztek, s alig maradtak néhányan, hogy császárjuknak balsorsukról hírt mondjanak. Ezért azt a helyet, ahol a görögök vesztüket lelték, attól a naptól kezdve mostanig görögök révének hívják.

A város kvártélyozta az első, majd a második keresztes hadjáratba vonuló seregeket, míg a harmadik keresztes hadjárat során a vidéken 190 000 lovagjával elhaladó Rőtszakállú Frigyes a várost romokban találta. A város 1284-ben a IV. Dragutin István szerb király és Katalin magyar királyi hercegnő, V. István magyar király leánya között kötött házasság következtében jegyajándékként került a szerbekhez; Dragutin innen irányította aztán országát. Halálával egy időre ismét magyar fennhatóság alá került.

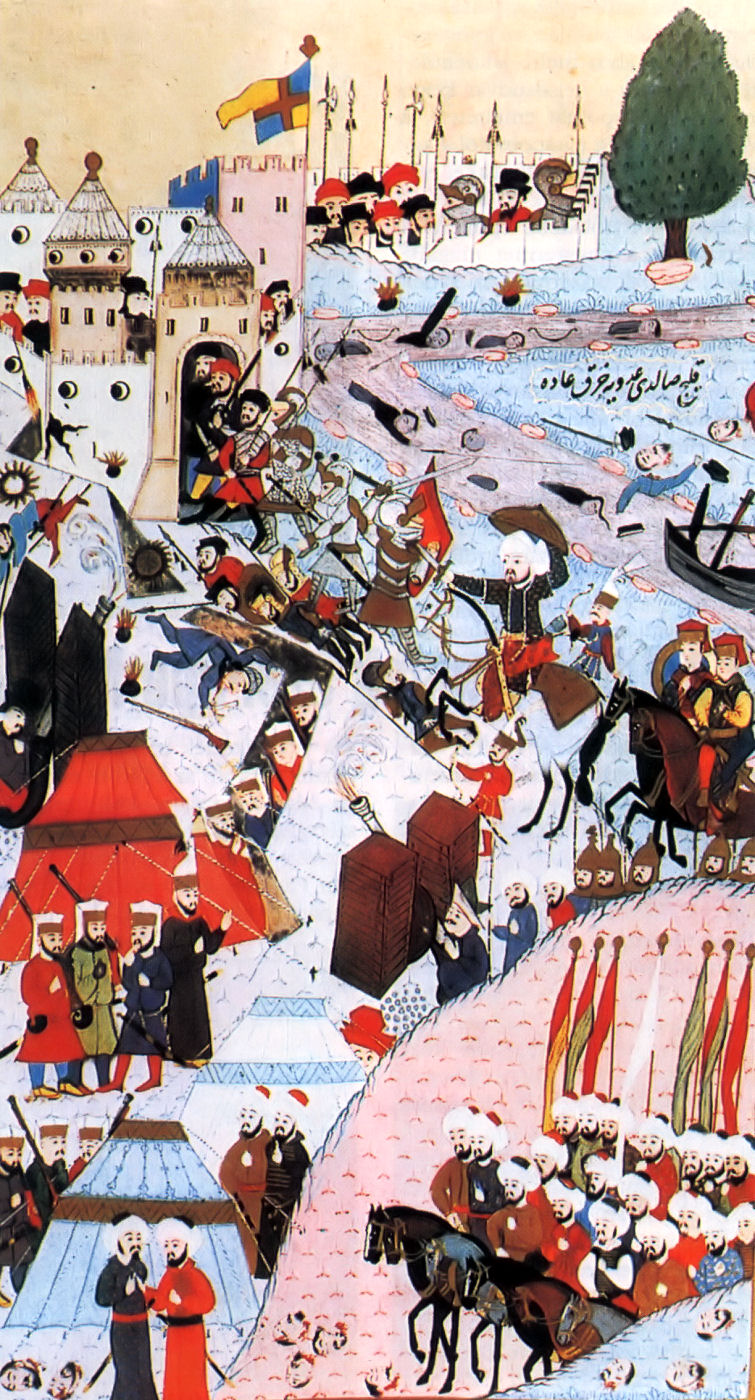
Nándorfehérvár ostroma

A szerb és bolgár seregek 1371-es Marica menti csatavesztése és a rigómezei vereség (1389) után a szerb birodalom omladozni kezdett, minthogy az Oszmán Birodalom meghódította déli területeit.
Az északi részek azonban ellenálltak, s 1403-ban Lazarevics István despota a Szerb Despotátus fővárosává tette, miután Zsigmond magyar király hűbérbirtokként neki adományozta. Ebben az időszakban a város aranykorát élte. Lazarevics citadellás-tornyos várat építtetett, melyből mára csak az István despota tornya és a nyugati fal maradtak fenn. Újjáépíttette és megerősíttette a város falait és bástyáit, és ezzel hozzájárult, hogy a város közel további hetven évig ellenállt a török támadásoknak. A város menedékként szolgált a török hódítás elől menekülő balkáni népeknek, becslések szerint lélekszáma negyvenezer és ötvenezer között lehetett.
1427-ben Lazarevics István utóda, Brankovics György vissza kellett adja az akkori Nándorfehérvárt a magyaroknak, s a fővárost Szendrőbe költöztette. Uralkodása idején II. Mehmed török szultán Szerbia legnagyobb részét elfoglalta, de Nándorfehérvárt kétszer is sikertelenül ostromolta meg, először 1440-ben, majd 1456-ban. Ez utóbbi ostrom volt a nándorfehérvári diadal. A várat a százezer fős oszmán török sereg nem tudta elfoglalni, pedig az fontos lett volna a birodalom Közép-Európa felé való további terjeszkedéséhez. Szilágyi Mihály, a vár parancsnoka, mindaddig derekasan ellenállott, míg a keresztény várvédők kapitánya Hunyadi János és Kapisztrán János gyakorlatlan, de lelkes keresztes vitézeikkel a város felmentésére megérkeztek. Hunyadi előbb a török gályahajók során át tört magának utat a várba, majd július 21-én visszaverte a szultán rohamát és másnap maga támadta meg a törököket, akiket fényesen legyőzött. Az ostrom során II. Mehmed maga is megsérült. A győzelem híre bejárta egész Európát, a III. Kallixtusz pápa által elrendelt déli harangszó mind a mai napig a nándorfehérvári diadalra emlékeztet a keresztény világban. Ugyancsak a felmentett várban folyt le az jelenet, melynek a cselszövő Cillei Ulrik esett áldozatul 1456. november 9-én, amikor Hunyadi László és Szilágyi Mihály vitézei heves szóváltás után összekaszabolták.

### Török hódoltság

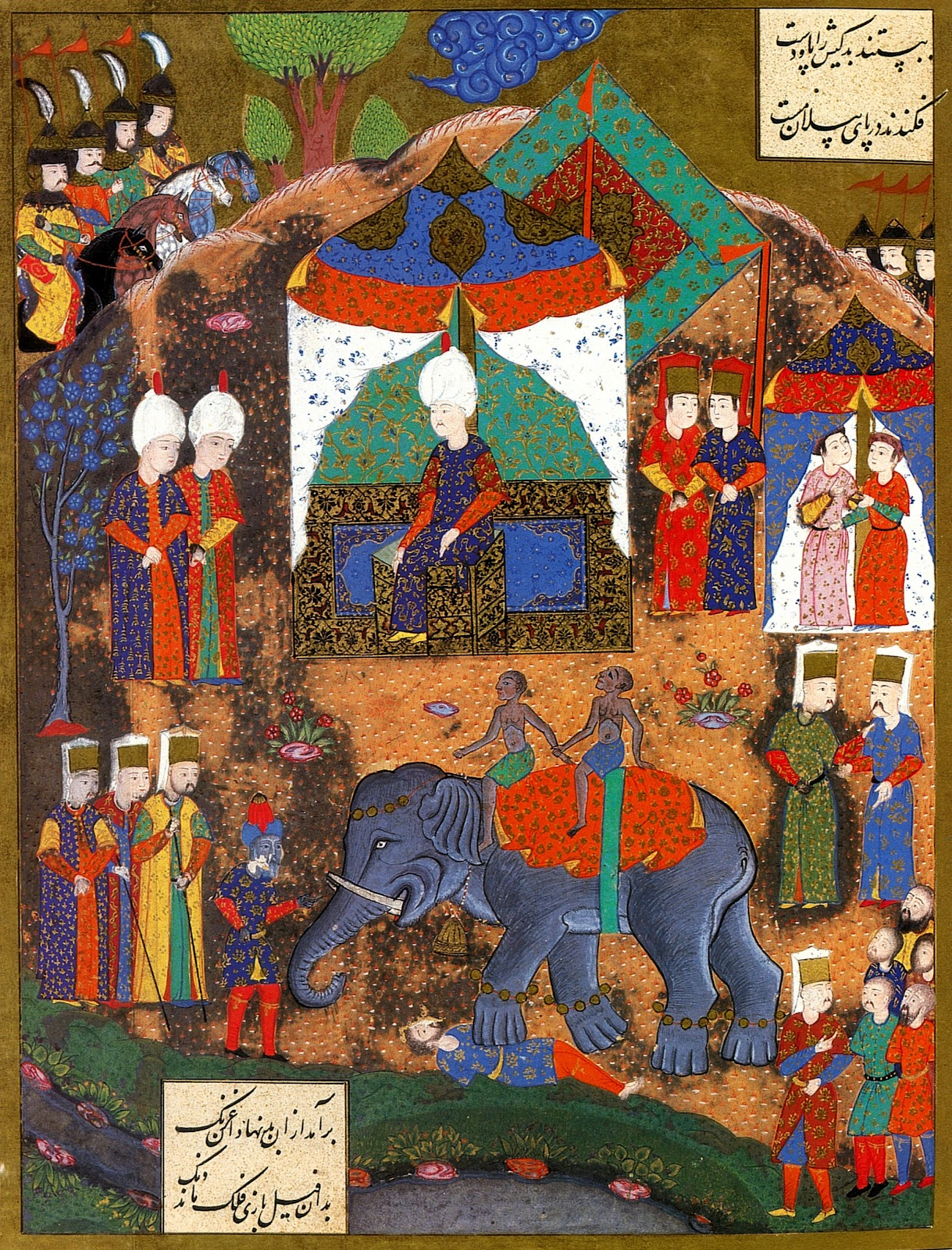
I. Szulejmán rabokat végeztet ki elefántokkal Belgrádnál (1521)

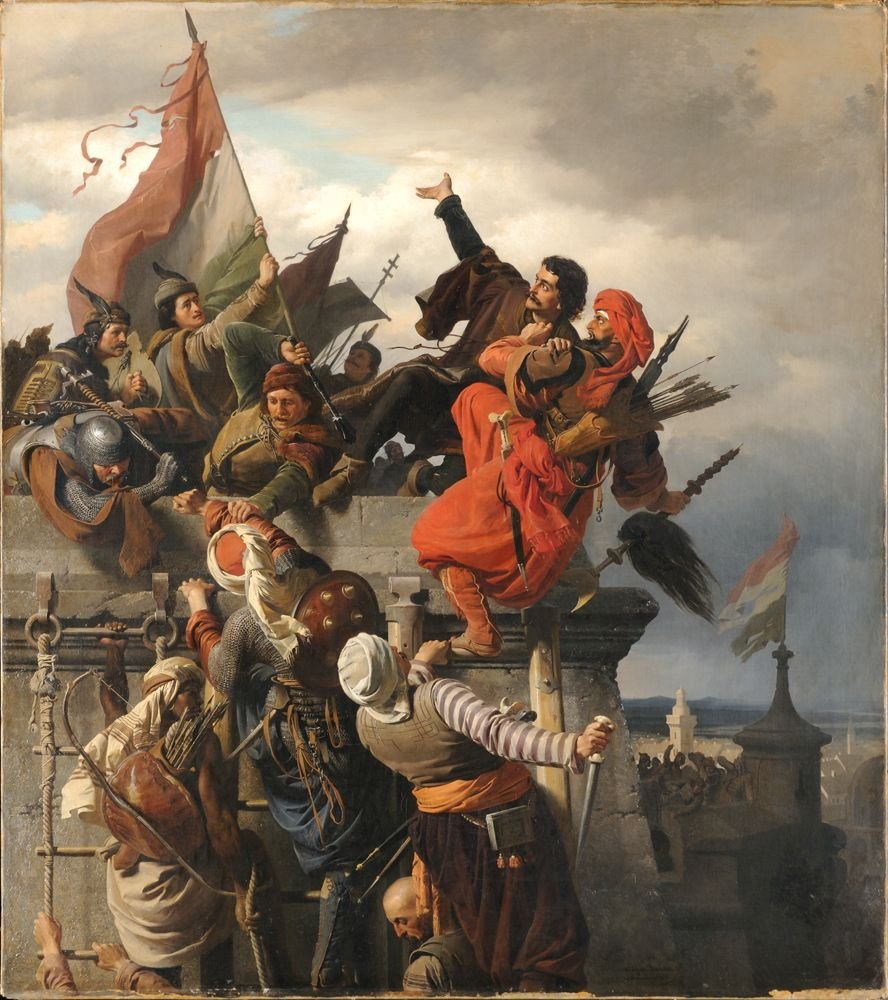
Dugovics Titusz önfeláldozása

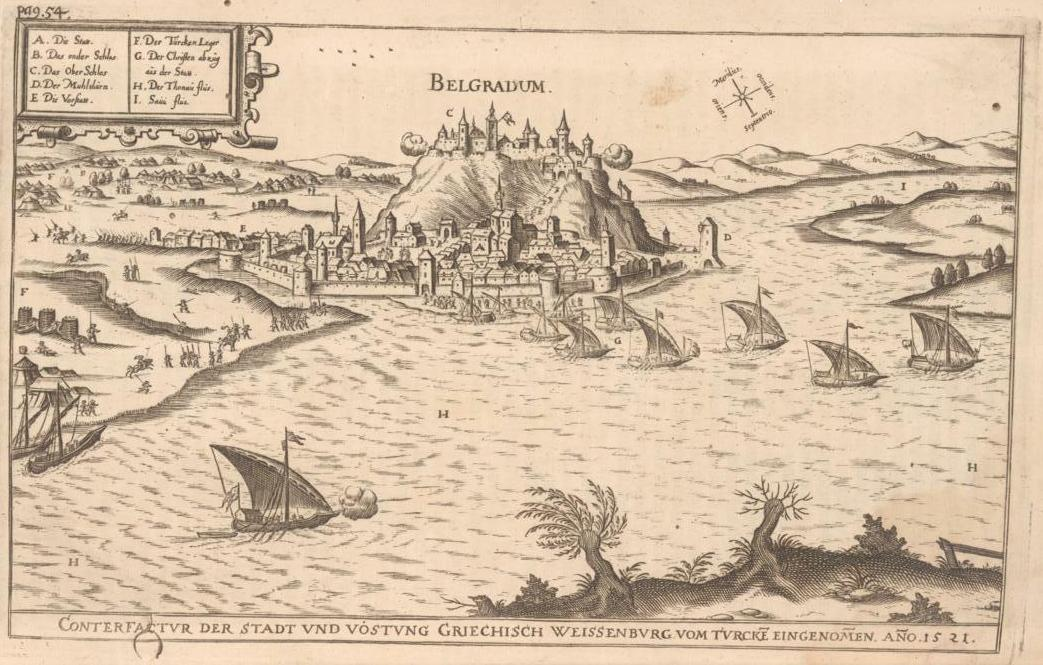
Belgrád a 16. században

A 250 000 főnyi oszmán hadsereg I. Szulejmán vezetése alatt 1521. augusztus 29-én, hét évtizeddel később végül elfoglalta a várost, nagy részét a földig rombolta, és teljes keresztény lakosságát Isztambulba deportálta. Ezzel hosszú időre az Oszmán Birodalom részévé tette (1521–1688, 1690–1717, 1738–1789, 1792–1867), és megnyitotta az utat Nyugat-Európa felé.
Belgrádot a környező szandzsák székhelyévé tették, s új lakosok – törökök, örmények, görögök, raguzai kereskedők és mások – települtek be, így az elkövetkező 150 év békét és fellendülést hozott; távol a harcoktól az egyik legfontosabb hadi utánpótlási és kereskedelmi központtá építették ki. A város közel 100 000 lakosával Konstantinápoly után a második legnagyobb oszmán város volt Európában. A hódoltság rányomta bélyegét az építészetre, a mecsetek, fürdők és törökös stílusú házak sajátos hangulatot adtak a városnak. A szerbek 1594-ben kitört bánáti felkelését a törökök leverték, és az albániai születésű Szinán pasa nagyvezír parancsára Szent Száva ereklyéit nyilvánosan felgyújtották a Vračar-fennsíkon; ennek emlékére később itt építették fel a Szent Száva-templomot. Megtorlásul a lázadásért, a város lakosságának legnagyobb részét deportálták Isztambulba.
A Habsburgok többször is próbálták a várost felszabadítani (1688–1690, 1717–1739, 1789–1791), de a törökök mindannyiszor hamar visszafoglalták és keményen megtorolták a próbálkozást. Ezen időszak alatt a város átélte a két nagy szerb kivándorlást, melynek során egy-egy pátriárka vezetésével több százezer szerb vonult az osztrákokkal a Habsburg Birodalom felé, először 1690-ben, majd 1737-39-ben. Többek között a Vajdaságban, Szlavóniában, a Dunakanyarban és a Csepel-szigeten telepedtek le.
1688-ban a szövetséges felmentő hadak Miksa bajor választófejedelem, Friedrich Siegmund Schärffenberg tábornok, Fürstenberg ezredes, Starhemberg Guidó és a fiatal Savoyai Jenő vezérlete alatt hozzáfogtak Belgrád visszavívásához, mely Ibrahim pasa és 4000 emberének bátor ellenállása dacára célhoz is vezetett. A vár átadása után a török lakosok szerződést kötöttek a császári parancsnokkal, hogy 200 000 forint megfizetése után családostól, jószágostól hajón elköltözhessenek a városból. Éppen hozzáfogtak a pénz megszámlálásához, mikor a dologról értesült Thököly Imre néhány török lovassal közöttük termett, a pénzt lefoglalta, a császári biztosokat és a törököket pedig elkergette. A törökök a készen álló hajókra menekültek, melyek új hazájukba, Bulgáriába vitték őket. Belgrádban, mely az ostrom következtében sokat szenvedett, ezekben az években jóformán csak a katonai őrség élt, a többi lakos szétszéledt. A császáriak diadala azonban nem volt tartós. Köprülü Musztafa már 1690-ben megjelent hatvanezer emberrel Belgrád előtt, melyet az Aspremont parancsnok helyébe küldött Croy herceg 5 ezer katonával védelmezett. Augusztus 8-án szerencsétlenség történt: a lőporraktár levegőbe repült, minek következtében az őrség legnagyobb része meghalt, maga a vár és város pedig teljesen romba dőlt. Croy herceg, aki vagy 500 katonával a Dunán keresett menedéket, kénytelen volt átengedni a füstölgő romokat Köprülünek. Mikor Musztafa nagyvezír 1693-ban Thököly nógatására Erdélybe készült, a bécsi udvar mindenáron igyekezett távol tartani a nagyvezírt Erdélytől. E cél elérésére Croy herceget Nándorfehérvár alá küldte. Ez ugyan csak katonai tüntetés számba ment, de mégis meglett a kívánt eredmény: a nagyvezír Erdély határáról Belgrád felé sietett, mire Croy elmenekült a vár alól. Az 1699-es karlócai béke értelmében Belgrád török kézben maradt. Csak 18 évvel később sikerült a császáriaknak a fontos végvárat ismét hatalmukba venni.

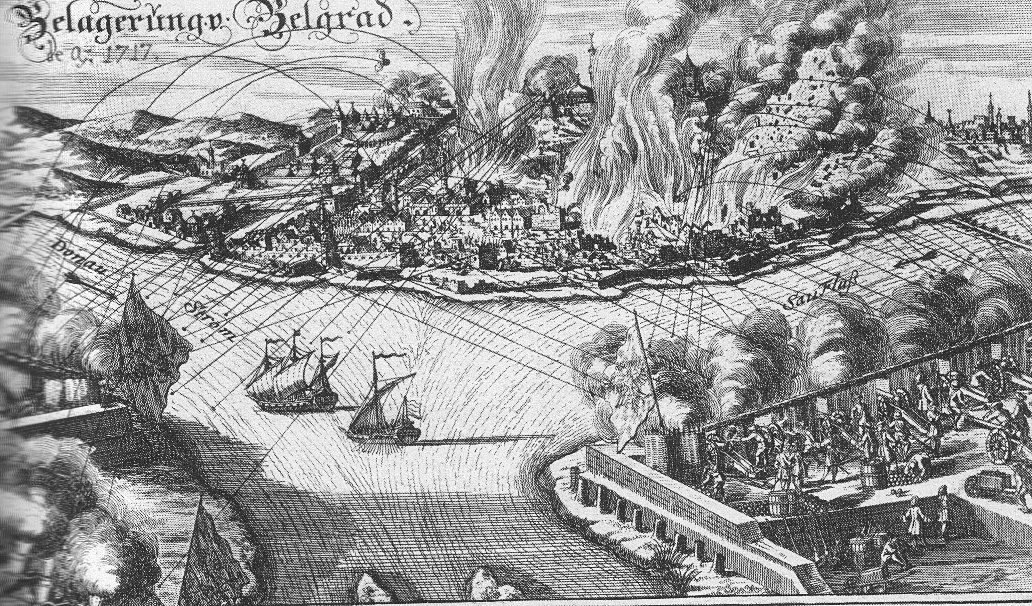
Belgrád felszabadítása a török uralom alól 1717-ben

1717-ben Savoyai Jenő herceg (vezetése alatt Pálffy Jánossal, Starhemberggel, Mercyvel és Nádasdyval) hozzáfogott Belgrád visszafoglalásához. Először is átszállította hadának egy részét a Dunán, minden oldal felől elzárta a várost és csak ezután kezdte meg a várat erősen lövetni. Musztafa várparancsnok 30 ezer emberrel vitézül ellenállt, annál is inkább, mert tudta, hogy Chalil nagyvezér a felmentésére közeleg. Chalil július 30-án csakugyan megérkezett és Savoyai táborát úgy vette körül, hogy az két tűz közé szorult. Savoyai, hogy a kettős támadás elől meneküljön, arra határozta el magát, hogy megelőzi a nagyvezér támadását. A szerencse kedvezett tervének. Vékony János egykori kuruc vezér, akit Chalil titkon a várba küldött, a Musztafa pasának szánt levéllel Pálffy Jánoshoz ment, aki a levelet tüstént eljuttatta Savoyainak. A levélből megtudták a támadás napját. Ezt megelőzendő, Savoyai augusztus 15-én hajnalban, a sűrű köd dacára megtámadta Chalil alvó hadát. A sereg ugyan gyorsan tudatára ébredt a veszélynek és hősiesen ellenállt, de így is teljes vereséget szenvedett. A győzelem láttára Belgrád parancsnoka másnap késznek nyilatkozott a vár feladására, augusztus 22-én pedig az őrség és lakosság kíséretében a városból elvonult.
A Habsburg hatalom azonban nem tudta tartósan megtartani Belgrádot. 1739-ben, az orosz–Habsburg–török háború során a császári haderő az orosz győzelmek ellenére súlyos vereségeket szenvedett, és a belgrádi békeszerződésben át kellett engednie a várat és a várost az Oszmán Birodalomnak. Fél évszázaddal később, II. József császár uralkodásának végén – az 1787–1791-es Habsburg-török háború kezdetén, 1789. október 8-án – a császári hadsereg csak igen nehéz ostrommal tudta ismét elfoglalni, Laudon tábornagy irányításával, de már 1791-ben, az utolsó Habsburg–török háborút lezáró szvisovi (sistowai) békeszerződésben ismét vissza kellett adniuk az oszmánoknak.

### A szerb főváros

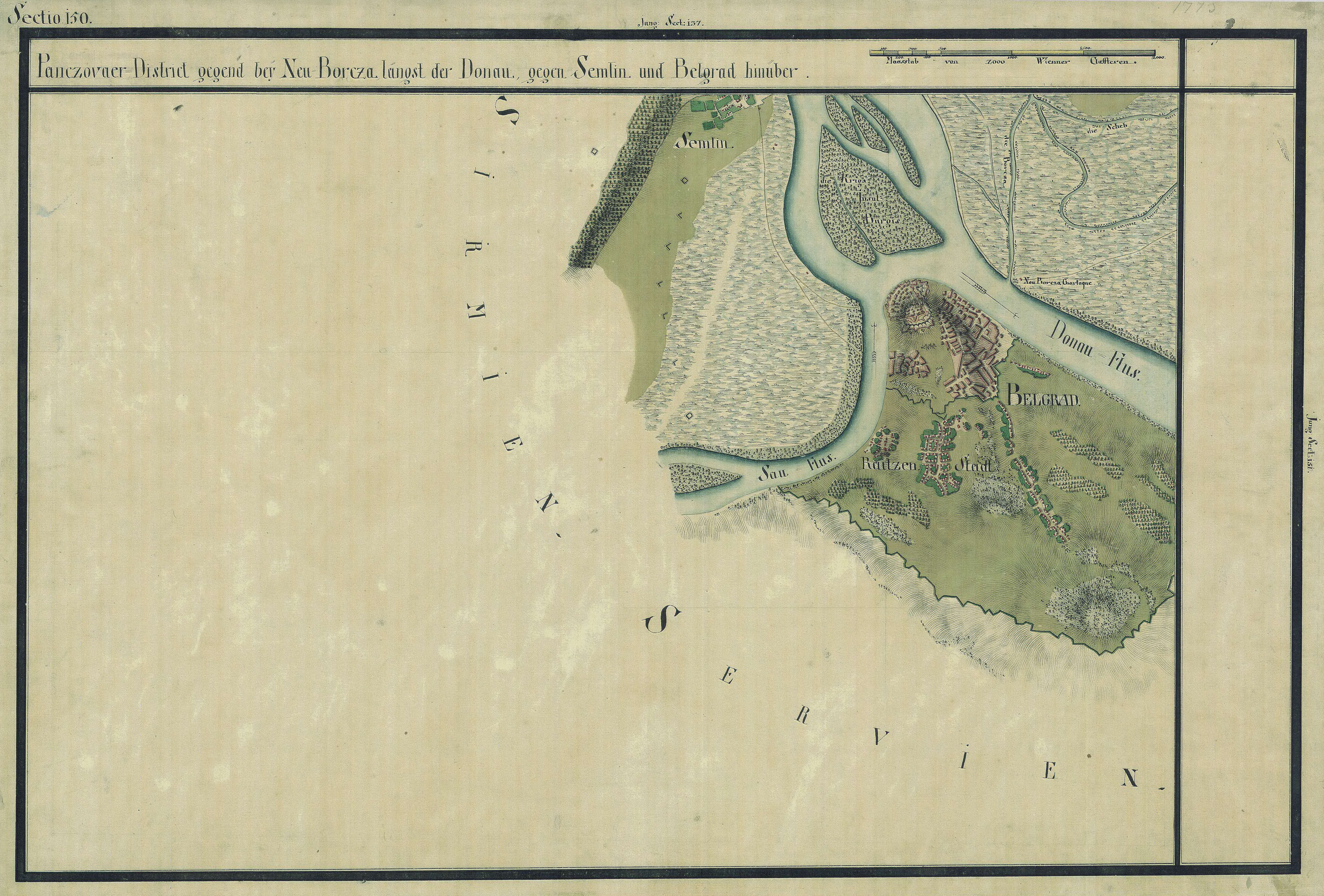
Belgrád a bánsági régióban, Banat Josephinische Landaufnahme 1769-72

Az első szerb felkelés idején a szerb forradalmárok 1806. január 8-ától 1813-ig tartották a várost, majd visszafoglalták a törökök. A második szerb felkelés után 1817-ben Szerbia részleges függetlenséget ért el, amit a török porta hivatalosan 1830-ban ismert el. Mihály szerb fejedelem 1841-ben az ország fővárosát Kragujevacból Belgrádba helyezte át. 1862-ben a fellegvár parancsnoka a megfélemlített török lakosság védelmére bombáztatta a várost, ekkor azonban a nagyhatalmak közbeléptek, és nekik köszönhették a szerbek, hogy 1867-ben a török katonaság átadta a fellegvárat, a félhold eltűnt a vár falairól. A török csapatok ekkor hagyták el végérvényesen Belgrádot. A fejedelemség teljes függetlenségét 1878-ban kiáltották ki. 1882. március 6-án megalakult a Szerb Királyság, mikor Milán fejedelem kikiáltatta magát szerb királlyá. Ezt követően Belgrád újra a Balkán kulcsfontosságú településévé vált, s gyors fejlődésnek indult. A kézművességet felváltotta az ipar, a kereskedelmet és forgalmat 1884-ben növelte a Belgrád–Niš vasútvonal kiépülése. A város elektromosságot, villamosokat, egy gőzhajótársaságot és fontos tudományos és kulturális intézményeket kapott (például az úgynevezett Nagy iskolát 1863-ban); azonban Szerbia egészében inkább agrár jellegű ország maradt, s a fővárosnak a 19. és 20. század fordulóján csak 69 100 lakosa volt. A népesség ugyanakkor 1905-re már meghaladta a nyolcvanezer főt, s az első világháború kitörésekor Belgrádnak már több mint százezer lakosa volt, nem számítva hozzá Zimonyt, mely akkoriban még az Osztrák–Magyar Monarchia része volt. A város mindössze néhány kilométerre volt a magyar határtól, és az újvidéki szerb kisebbség jelentős hatással volt rá (például a belgrádi Szerb Nemzeti Színházat az újvidéki színház filiáléjaként alapították magyarországi szerb színészek 1869-ben).

### Az I. világháború. Az egyesített város

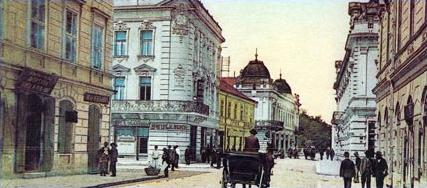
Utcakép a 20. század elején

A szarajevói merénylet után az Osztrák–Magyar Monarchia ultimátumot intézett Szerbiához, amelynek egyes pontjai az állami szuverenitást sértették, így Szerbia nem fogadta el. Ezt követően 1914. július 28-án a monarchia hadat üzent Szerbiának, ami az első világháború kezdetét jelentette. Az ezt követő balkáni hadi események nagyja Belgrád közelében történt. 1914. július 29-én osztrák–magyar monitorok gránátokkal lőtték, majd november 30-án az osztrák-magyar hadsereg Oskar Potiorek tábornok vezetésével elfoglalta a várost. December 15-én a szerb csapatok Radomir Putnik tábornagy vezetésével visszafoglalták. 1915. október 6-a és 9-e között, egy, a város nagy részének pusztulásával járó elhúzódó csata során a német és osztrák-magyar csapatok August von Mackensen vezértábornagy vezetésével újra elfoglalták Belgrádot (1915. október–novemberben egész Szerbiát). A várost szerb és francia csapatok szabadították fel 1918. november 5-én Louis Franchet d’Espèrey tábornok és Sándor szerb koronaherceg parancsnoksága alatt. Mivel a háború során a frontvonalon feküdt, Belgrád városa igencsak megszenvedte a harcokat, és egy ideig Szabadka volt a királyság legnagyobb városa; de gyorsan növekedvén, az 1920-as évek elejére visszaszerezte pozícióját.
Az első világháború után létrejött a délszláv állam, a Szerb–Horvát–Szlovén Királyság, amelynek területéhez jelentős részt csatoltak Magyarország területéből. A királyságot bánságokra hasították, és Belgrád Zimonnyal és Pancsovával együtt alakított egy különálló adminisztrációs egységet. Az új állam szinte megalakulásának pillanatától ellentmondásokkal volt terhes, végül 1929-ben a Jugoszláv Királyság nevet vette fel.
Ezalatt az időszak alatt a város gyorsabb növekedést és jelentős korszerűsödést élt meg. Belgrád lakossága 1931-re 239 000-re nőtt (összeolvadva Zimony városával, amely azelőtt az Osztrák–Magyar Monarchia része volt), és 1940-ben már elérte a 320 000-et. A népesség növekedési aránya 1921 és 1948 között átlagosan 4,08 százalék volt évente. 1927-ben megnyitották Belgrád első repülőterét, és 1929-ben az első rádióállomása is megkezdte a sugárzást. A Duna felett átívelő Pancsovai hidat 1935-ben adták át.

### A második világháború és a kommunizmus

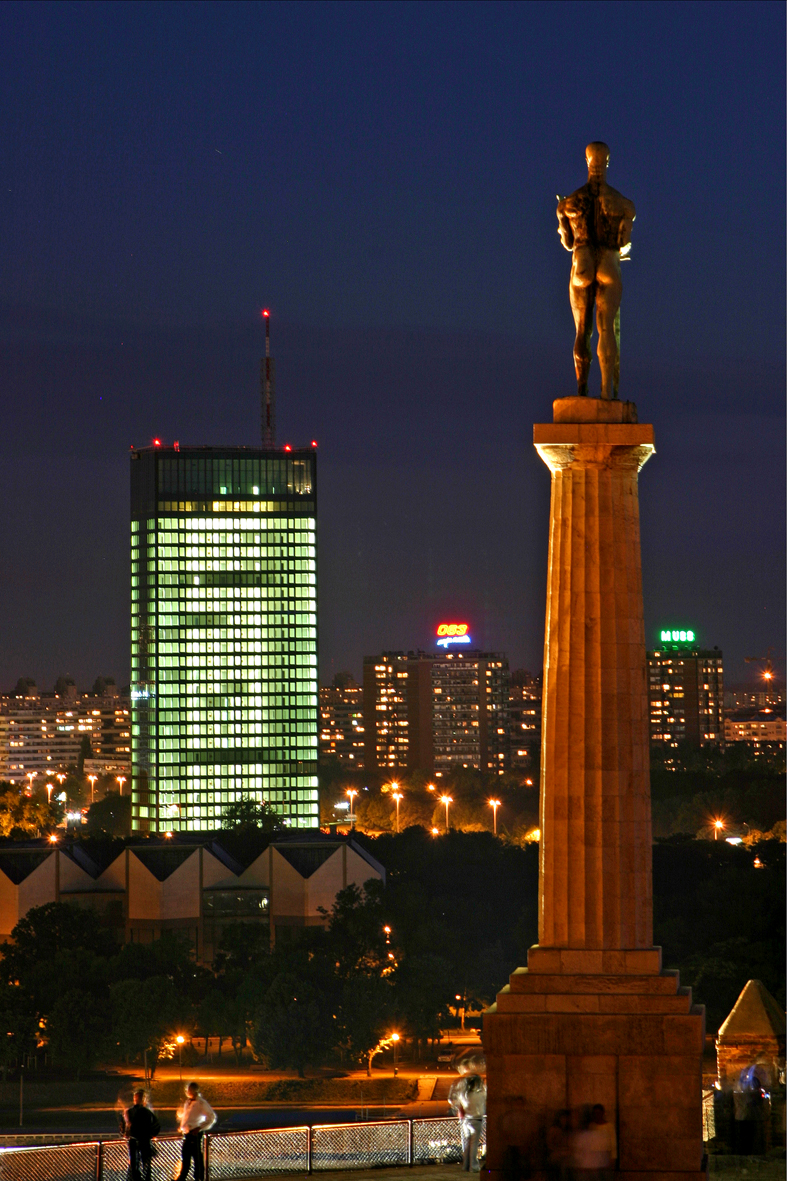
Belgrád jelképe

A Milan Stojadinović vezette kormány, látva Németország erősödését, közeledni kezdett a tengelyhatalmakhoz. Ezt a politikát folytatta a Cvetković-kormány is (1939-1941), amely 1941. március 25-én csatlakozott a háromhatalmi egyezményhez. A paktum aláírásának hírére az ország számos városában tüntetésekre került sor. Kihasználva a tömegek antifasiszta fellépését, a tisztek egy csoportja, Dušan Simović repülőtábornokkal az élen március 27-én államcsínyt hajtott végre. A kormányt és Pál régensherceget eltávolították, II. Pétert nagykorúvá nyilvánították, és új kormányt alakítottak.
1941. április 6-án a német légierő bombázta Belgrádot, és majdnem 17 000-en meghaltak; az ezzel kezdődő hadjárathoz csatlakozott Olaszország, Magyarország és Bulgária. A háború két hétig sem tartott: április 17-én a jugoszláv hadsereg kapitulált, a király és a kormány tagjai Londonba emigráltak. A győztesek Jugoszláviát felosztották egymás között. Egyes területeit megszállási övezetekké nyilvánították, másutt pedig bábállamokat hoztak létre. A kapituláció után azonban nem minden tiszt és katona tette le a fegyvert, és elkezdődött az ellenállás megszervezése. Szerbia területén a német hadvezetés Franz Böhme tábornokkal az élen úgy akarta megtörni a partizánokat, hogy minden megölt német katonáért száz civilt – szerbet vagy zsidót – végeztetett ki. Így került sor a hírhedt kragujevaci vérengzésre, amikor egyetlen nap alatt hétezer embert mészároltak le.
1944. április 16-án a szövetséges hatalmak bombázták a várost, 1600 fő esett a bombák áldozatául. Ez és a korábbi német bombázás is az ortodox húsvétra esett. A legtöbb szerb város 1944. október 20-ig már felszabadult, amikor a Josip Broz Tito vezette Népi Felszabadító Hadsereg és a Vörös Hadsereg felszabadította Belgrádot. Josip Broz Tito vezetésével már márciusban megalakult az ún. népfront-kormány, és november 29-én kikiáltották a Jugoszláv Szövetségi Népköztársaságot (amely 1967. április 7-től a Jugoszláv Szocialista Szövetségi Köztársaság nevet kapta).
A háború utáni időszakban Belgrád, mint a megújult Jugoszlávia fővárosa gyorsan fejlődött, és fontos ipari központtá nőtte ki magát. 1958-ban megkezdte közvetítéseit az első belgrádi televízióállomás. 1961-ben itt tartották meg az el nem kötelezett országok mozgalmának első konferenciáját, Tito elnökletével. Később az 1968-as diáktüntetések Belgrádot sem kerülték el. Tito a zavargások után politikai és társadalmi reformokat ígért. Az utolsó nagy európai himlőjárvány központja volt Belgrád 1972-ben; a betegség megfékezésében segített a titói diktatúra, s a katonai karantén és a védőoltás május végére megfékezte a vírust.
 1980 májusában meghalt Josip Broz Tito. Temetése a részt vevő politikusok és külföldi delegációk száma alapján a világ addigi legnagyobb szabású gyászszertartása volt.

### Az 1990-es évektől napjainkig
Slobodan Milošević ellen 1991. március 9-én Vuk Drašković vezette hatalmas demonstrációkat tartottak. A különböző hírszolgáltatók a résztvevők számát százezer és százötvenezer közé tették. Az akkori rendszer fegyveres rendőrséget, csapatszállítókat, harckocsikat küldött a tüntetők ellen; két embert megöltek, 203-an megsérültek és 108 főt letartóztattak. További tiltakozás robbant ki Belgrádban 1996 novemberétől 1997 februárjáig ugyanez a kormány ellen. A tüntetéssorozat kiváltó oka az volt, hogy a helyhatósági választások eredményeit Slobodan Milošević semmissé nyilvánította tizennégy szerbiai városban, köztük Belgrádban. A megmozdulások után Zoran Đinđić lett a város polgármestere, és személyében a második világháború óta először került olyan betöltője a posztnak, akit nem a Jugoszláv Kommunisták Szövetsége vagy utódja, a Szerb Szocialista Párt jelölt.
Szerbia 1999-es NATO-bombázása komoly károkat okozott a városnak. Találat ért számos minisztériumot, a szerb rádió és televízió épületét, 16 technikus halálát okozva, gazdasági létesítményeket, iskolákat és kórházakat, a Jugoslavija Hotelt, a központi bizottság épületét, az Avalai tévétornyot és a kínai nagykövetséget.
A 2000-ben tartott választások után ismét tüntetés rázta meg a várost (becslések szerint a tiltakozók száma elérhette az egymillió főt), ami Milošević rezsimjének bukásához vezetett.
2003-ban az addigi szövetségi köztársaságból laza államszövetség alakult, amelynek neve Szerbia és Montenegró lett, változatlan fővárossal.
2006 áprilisában megszűnt az államszövetség, és Montenegró teljesen függetlenné vált. Szerbia legnagyobb városa, Belgrád maradt a főváros továbbra is.

### Névváltozatok a történelem során
| Név                  | Jegyzet |
| -------------------- | --- |
| Singidūn(on)         | a kelta Scordisci törzs által adott név; a dún(on) azt jelenti, hogy 'szállás, körülzárt hely, erőd'; Kr. e. 279.             |
| Singidūnum           | a kelta név romanizált változata                                                                                              |
| Београд, Beograd     | szláv neve, első alkalommal VIII. János pápa említi I. Borisz bolgár kánnak írt levelében, jelentése 'fehér város/fehér erőd' |
| Биоград на Дунаву    | régi horvát neve, 'dunai fehér vár'                                                                                           |
| Alba Graeca          | latinizált név, az alba szó 'fehér'-et jelent, míg Graeca = 'görög'                                                           |
| Alba Bulgarica       | latinizált neve a bolgár uralom idején                                                                                        |
| Fehérvár             | egykori magyar neve |
| Weißenburg           | egykori német neve |
| Castelbianco         | a város nevének olasz fordítása                                                                                               |
| Nandoralba           | középkori magyar neve a 14. századig                                                                                          |
| Landorfehérvár       | középkori magyar neve |
| Nándorfehérvár       | középkori és kora újkori magyar neve                                                                                          |
| Veligradon           | bizánci neve, a szláv alak átvétele görög végződéssel                                                                         |
| Veligradi, Βελιγράδι | újgörög neve, a bizánci alak folytatása                                                                                       |
| Dar Ul Jihad         | oszmán török neve, jelentése: 'a háború háza'                                                                                 |
| Belgrat              | török neve |
| بلغراد-              | arab neve |
| Белград              | orosz, macedón és mai bolgár neve                                                                                             |
| Prinz-Eugen-Stadt    | 1941-1944 között a második világháború alatti német megszállás idején használt német név                                      |

## Népesség
| Népesség                          | Népesség      | Népesség | Népesség           | Népesség           |
| --------------------------------- | ------------- | -------- | ------------------ | ------------------ |
| Népek                             |               |          |                    | fő                 |
| szerbek                           | szerbek       |          | 1 417 187 (89,92%) | 1 417 187 (89,92%) |
| jugoszlávok                       | jugoszlávok   |          | 22 161 (1,41%)     | 22 161 (1,41%)     |
| montenegróiak                     | montenegróiak |          | 21 190 (1,34%)     | 21 190 (1,34%)     |
| horvátok                          | horvátok      |          | 10 381 (0,66%)     | 10 381 (0,66%)     |
| macedónok                         | macedónok     |          | 8 372 (0,52%)      | 8 372 (0,52%)      |
| romák                             | romák         |          | 19 191 (1,22%)     | 19 191 (1,22%)     |
| muszlimok                         | muszlimok     |          | 4 617 (0,29%)      | 4 617 (0,29%)      |
| magyarok                          | magyarok      |          | 2 080 (0,13%)      | 2 080 (0,13%)      |
| egyéb                             | egyéb         |          | 70 945 (4,51%)     | 70 945 (4,51%)     |
| A 2002. évi népszámlálás szerint. |               |          |                    |                    |

A 2002-es népszámlálás adatai szerint Belgrád népessége 1 670 000 fő.

A legfőbb etnikai csoportokat a szerbek (1 417 187), egyéb jugoszlávok (22 161), a montenegróiak (21 190), a romák (19 191), a horvátok (10 381), a macedónok (8272), a muszlim nemzetiség (bosnyákok) (4617), a magyarok (2080) alkotják.
2007-es kutatások azt mutatják, hogy Belgrád népessége 400 000 fővel emelkedett a népszámlálás óta eltelt öt évben. 2009. szeptember 30-i állás szerint a város Informatikai és Statisztikai Intézeténél 1 544 930 választókorú szavazó van regisztrálva, ami igazolja, hogy a Belgrád népessége valóban meredeken növekszik a 2002-es népszámlálás óta, tekintve, hogy csak a regisztrált szavazók száma majdnem meghaladja a hat évvel ezelőtti teljes népességet. A Differentia nevű civil szervezet szerint Belgrád népessége 2007-re elérte a kétmillió főt. Majd a következő népszámlálás adatai várhatóan tisztább képet adnak.
Belgrádban számos, a korábbi Jugoszlávia területén élő etnikai csoport képviselői találtak otthonra, lévén ez volt a főváros. Sokan egy jobb élet reményében, vagy háború és etnikai tisztogatás elől menekülve érkeztek ide. Becslések szerint több ezer kínai él Belgrádban, ők az 1990-es évek közepén kezdtek bevándorolni. Novi Beograd kerületének egy részterületét (Blok 70) tartják a helyiek Belgrád kínai negyedének. Sok közel-keleti, főleg szíriaiak, irániak, jordániaiak és irakiak érkeztek az 1970-es és '80-as években, hogy felsőfokú tanulmányaikat folytassák, és volt, aki letelepedett és családot alapított. Viszonylag újabban érkeztek a Közel-Keletről az afgánok és az iraki kurdok.
Bár több történelmi vallási közösség is van Belgrádban, a város vallási szempontból meglehetősen homogén. A szerb ortodox egyház híveinek a száma messze a legnagyobb (90,68%). Jelen vannak még muzulmán (1,29%), a római katolikus (1,3%) és a protestáns (0,24%) közösségek is. Egykor jelentős volt a zsidó közösség lélekszáma is, de a német megszállás és az azt követő, Izraelbe irányuló kivándorlás következtében jelentősen megfogyatkozott (ma 515 fő).
Kevéssé ismert, hogy a város tőszomszédságában, már a Vajdaság részeként húzódik a legdélibb magyar nyelvsziget, a (részben) aldunai székelyek által lakott Hertelendyfalva (Vojlovica), Sándoregyháza (Ivanovo) és Székelykeve (Skorenovac).

## Kormányzat és politika

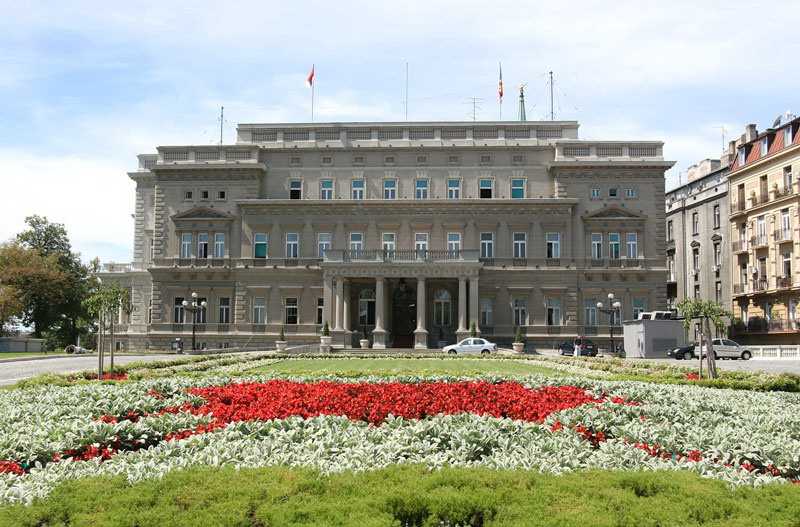
A belgrádi városháza (központi épület)

Belgrád saját autonóm városi önkormányzatával különálló területi egysége Szerbiának. A második világháború utáni első demokratikus polgármester választás 1996-ban volt, a megválasztott városvezető a Milošević ellenzékéhez tartozó Zoran Đinđić lett. (Később, a rendszerváltás után miniszterelnök volt, majd 2003-ban meggyilkolták.)
Belgád városi közgyűlésébe 90 tanácsost választanak négyéves terminusokra.

### Kerületei

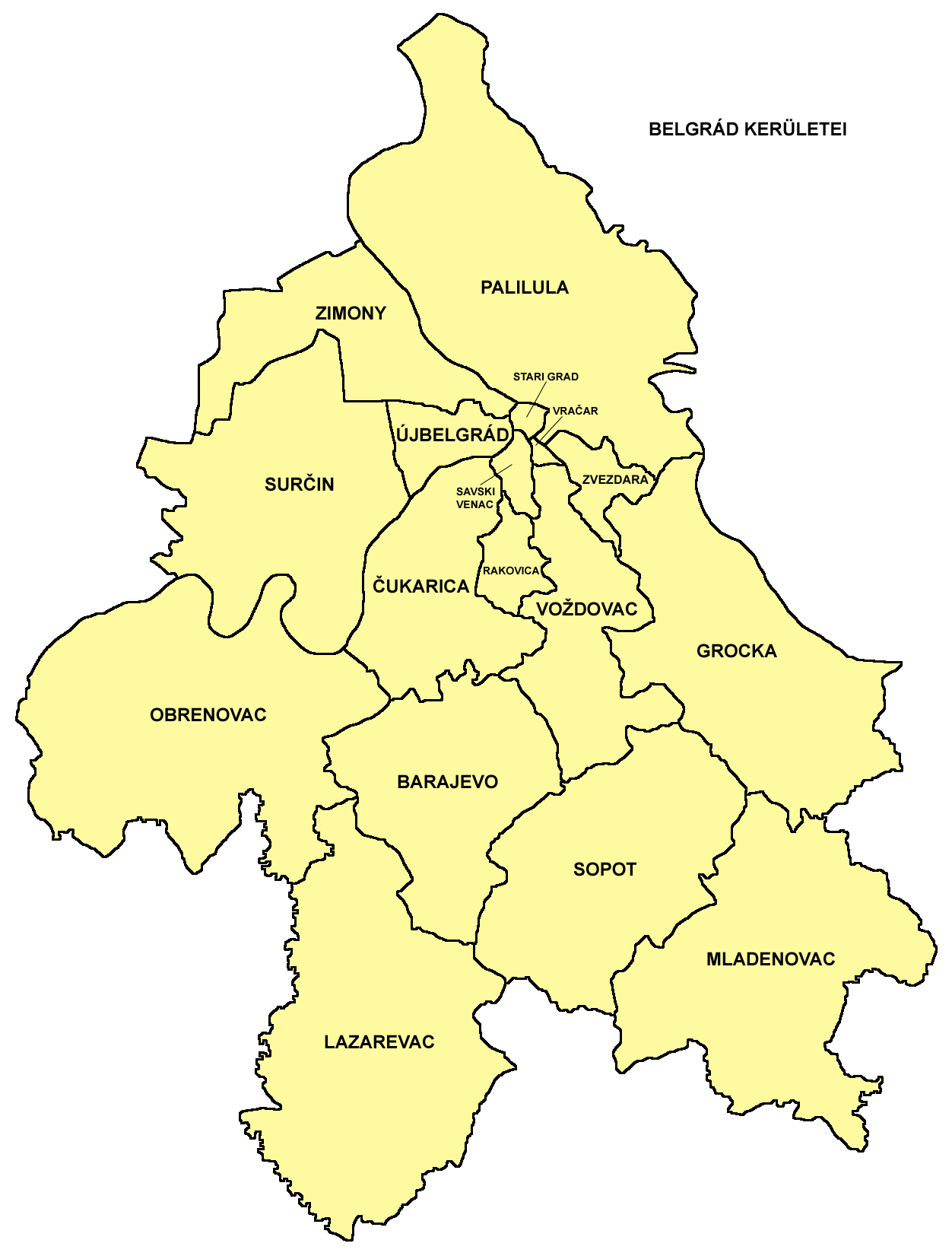
Belgrád kerületei

A városnak 17 kerülete van, ebből tíznek belvárosi és hétnek elővárosi a státusza. Noha mindegyiknek van saját helyi tanácsa, az elővárosi önkormányzatok kissé nagyobb hatalommal bírnak, különösen várostervezés, építésügy és közműellátás tekintetében.

A legtöbb kerület a Dunától és a Szávától délre található, a Šumadija régióban. Három kerület (Zimony (Zemun, Székelytelek), Szurcsin (Surčin, Becsmen, Petróc, Progár) és Újbelgrád (Novi Beograd, Bezsánia)) a Száva folyótól északra, a Szerémségben terül el, míg Palilulát átszeli a Duna, így déli része még Šumadijában fekszik, míg a folyótól északra már a Bánságba nyúlik át (Óborcsa, Galagonyásrét, Almásrét, Újborcsa, Bárányos).
| Név                                                  | Terület(2005) (km²) | Népesség (1991) | Népesség (2002) | belváros/előváros |
| ---------------------------------------------------- | ------------------- | --------------- | --------------- | ----------------- |
| Barajevo                                             | 213                 | 20 846          | 24 641          | előváros          |
| Čukarica                                             | 156                 | 150 257         | 168 508         | belváros          |
| Grocka                                               | 289                 | 65 735          | 75 466          | előváros          |
| Lazarevac                                            | 384                 | 57 848          | 58 511          | előváros          |
| Mladenovac                                           | 339                 | 54 517          | 52 490          | előváros          |
| Újbelgrád (Novi Beograd)                             | 41                  | 218 633         | 217 773         | belváros          |
| Obrenovac                                            | 411                 | 67 654          | 70 975          | előváros          |
| Óváros (Stari Grad)                                  | 7                   | 68 552          | 55 543          | belváros          |
| Palilula                                             | 447                 | 150 208         | 155 902         | belváros          |
| Rakovica                                             | 30                  | 96 300          | 99 000          | belváros          |
| Savski Venac                                         | 14                  | 45 961          | 42 505          | belváros          |
| Sopot                                                | 271                 | 19 977          | 20 390          | előváros          |
| Szurcsin (Surčin)                                    | 289                 | 34 363          | 38 695          | előváros          |
| Voždovac                                             | 149                 | 156 373         | 151 768         | belváros          |
| Vračar                                               | 3                   | 67 438          | 58 386          | belváros          |
| Zimony (Zemun)                                       | 150                 | 141 695         | 152 950         | belváros          |
| Zvezdara                                             | 32                  | 135 694         | 132 621         | belváros          |
| összesen                                             | 3222                | 1 552 151       | 1 576 124       |                   |
| Forrás: Statistical Office of the Republic of Serbia |                     |                 |                 |                   |

## Gazdaság

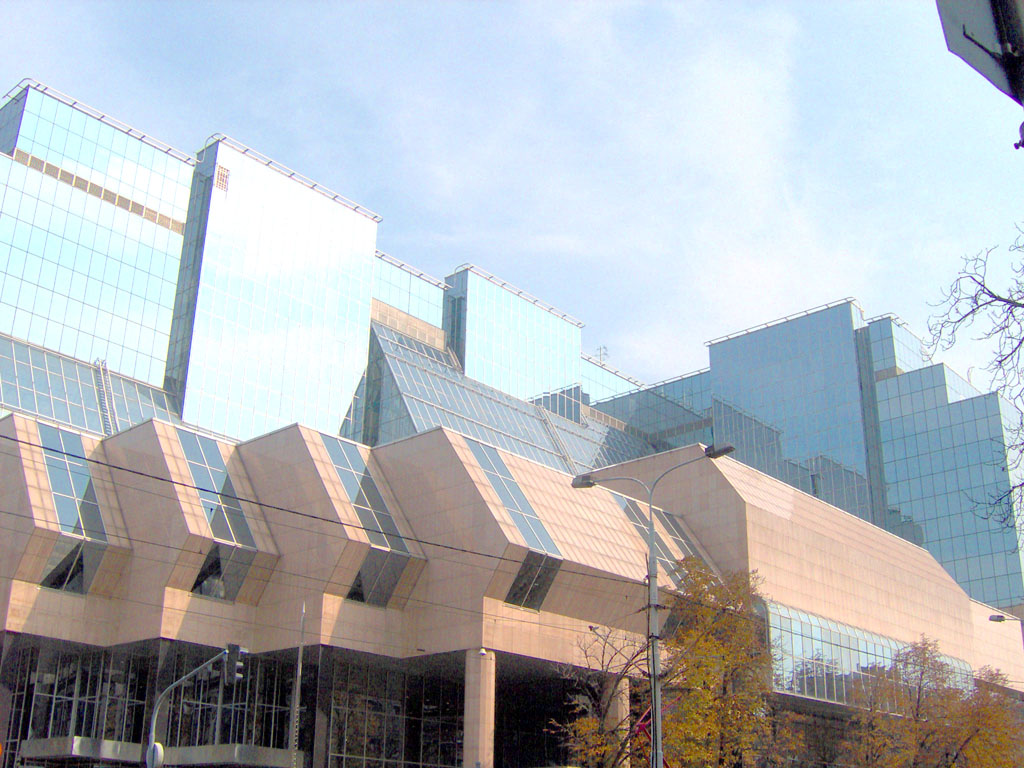
Szerb Nemzeti Bank

Belgrád Szerbia gazdaságilag legfejlettebb része, és otthont nyújt az ország Nemzeti Bankjának. Több nagy vállalatnak is itt van a központja, ezek közé tartozik többek között a Air Serbia (a szerb nemzeti légitársaság), a Telekom Srbija, a Telenor Serbia, a Delta Holding, illetve olyan cégek regionális központjai, mint a Société Générale, az Intel, a Motorola, a Kraft Foods, a Carlsberg Csoport, a Microsoft, a Zepter, a Japan Tobacco és így tovább. Mivel a volt Jugoszláviából elég zavaros körülmények között (lásd délszláv háború) alakult ki az utóbb tovább darabolódó Jugoszláv Szövetségi Köztársaság, Belgrádot és egész Szerbiát is erősen sújtó nemzetközi embargó jött létre az ország ellen a kilencvenes évek elején. Következményeképpen a jugoszláv dinár hiperinflációja a világ eddigi egyik legnagyobb inflációját hozta, s a város gazdasága megrokkant. Jugoszlávia aztán a kilencvenes évek közepén legyőzte az inflációt, és Belgrád gazdasága azóta is komoly növekedési pályán van. Jelenleg Belgrád a szerbiai bruttó hazai termék több mint 30%-át termeli, és ugyanígy, Szerbia foglalkoztatott munkaerejének több mint 30%-a itt dolgozik. Az egy főre jutó havi átlagkereset 47 500 szerb dinár (572 euró, 903 amerikai dollár). Ez egy évre számítva 6864 euró vagy 10 843 amerikai dollár.
A város fontos szerepet játszik a nemzetközi közlekedésben, fontos közúti, vasúti és vízi közlekedési csomópont, a Transzeurópai Közlekedési Hálózat része.
Az Eurostat elemzése szerint a háztartások 45,4%-ban van személyi számítógép, és a háztartások 39,1%-a rendelkezik internethozzáféréssel, ezzel megelőzi a környező országok fővárosait, Szófiát, Bukarestet, Athént.

## Kultúra
Belgrád a házigazdája több, évente megrendezendő kulturális eseménynek, ezek közé tartozik a FEST (a belgrádi filmfesztivál), a BITEF (a belgrádi nemzetközi színházfesztivál), a BELEF (a belgrádi nyári fesztivál), a BEMUS (a belgrádi zenei fesztivál), a belgrádi könyvvásár és a belgrádi sörfesztivál. A Nobel-díjas író, Ivo Andrić itt írta meg híres művét, a Híd a Drinánt. Több kiemelkedő szerb származású író élt és dolgozott itt: Branislav Nušić, Miloš Crnjanski, Borislav Pekić, Milorad Pavić, Meša Selimović és még sokan mások. Több filmstúdió is tevékenykedik Belgrádban, Emir Kusturica 1995-ben a 48. Cannes-i Nemzetközi Filmfesztiválon Arany Pálma díjjal jutalmazott Underground című filmjének munkálatai is itt zajlottak.
A város az 1980-as évek rockzenei jugoszláviai új hullámának egyik központja volt. Idevalósi jó néhány ismertebb rockegyüttes, köztük a VIS Idoli, az Ekatarina Velika és a Šarlo Akrobata, továbbá a Riblja Čorba, a Bajaga i Instruktori és mások. Az 1990-es években a város az új zenei irányzat, a Turbofolk központja volt, ennek legismertebb képviselője Ceca Ražnatović. Ma a szerbiai hiphop központja, a szcéna ismertebb képviselői a Beogradski Sindikat, a Škabo és a Marčelo. A város több jelentősebb színháznak is otthont ad, úgy mint a Nemzeti Színház, a Jugoszláv Dráma Színház, a Zvezdara színház vagy az Atelje 212. Két operaháza van: a Nemzeti Színház és a Madlenijanum operaház. Itt található a Szerb Tudományos Akadémia, a nemzeti könyvtár és a belgrádi történelmi archívum.
Sok külföldi kulturális intézmény is található Belgrádban, köztük a Cervantes Intézet, a Goethe Intézet és az Institut Français mind a Mihailova fejedelem útján találhatóak. További kulturális centrumok az örmény sarok, az osztrák kulturális fórum (Österreichischen Kulturforums), a British Council, az orosz tudományos és kulturális központ (Российский центр науки и культуры), a Konfuciusz Intézet, a kanadai kulturális központ, az olasz kulturális központ (Istituto Italiano di Cultura), és az Iráni Iszlám Köztársaság Kulturális Központja.
Az Eurovíziós Dalfesztiválon Szerbiát képviselő Marija Šerifović 2007-es győzelme után a 2008-as fesztivál házigazdája Belgrád volt.

### Építészet

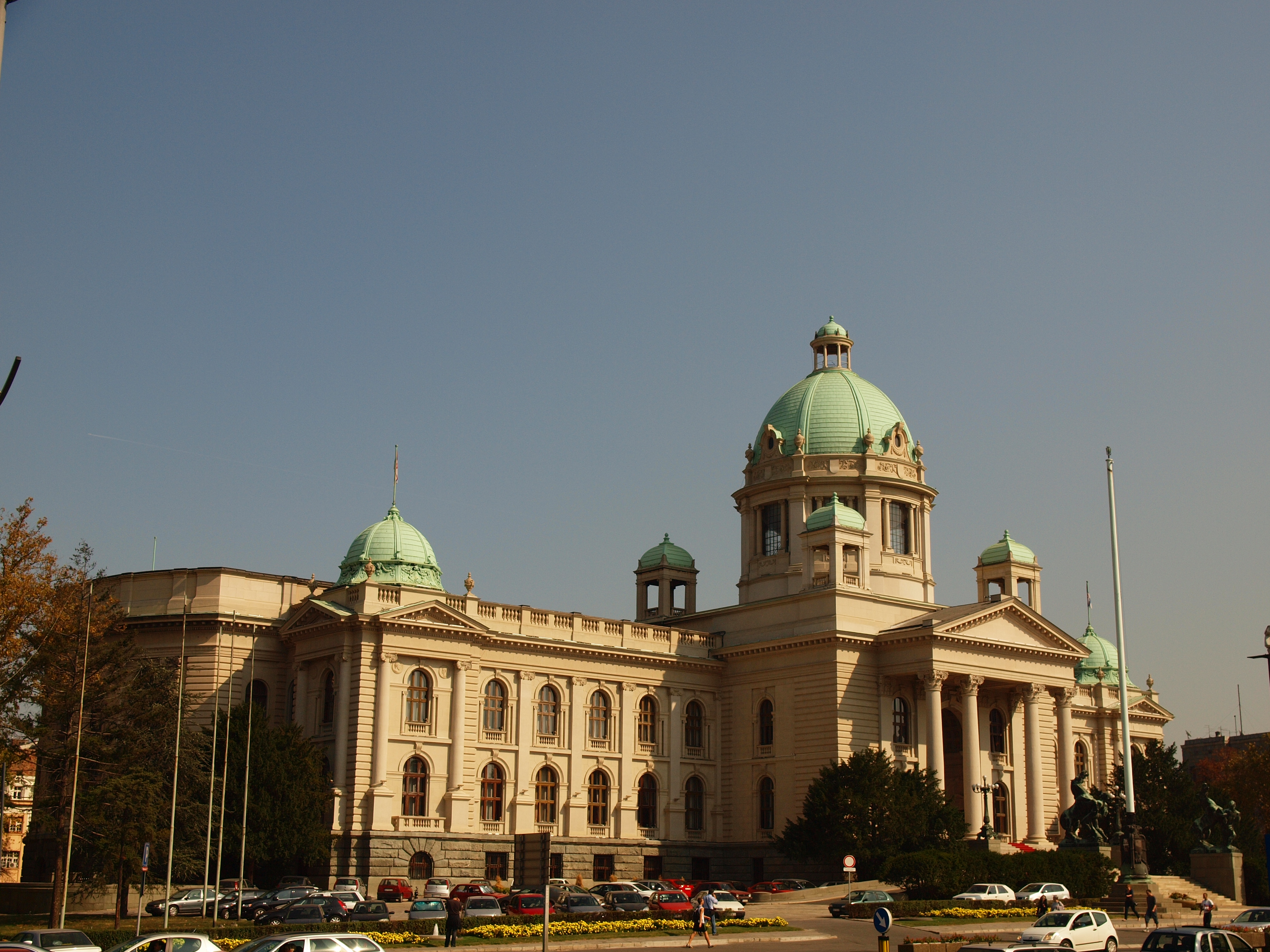
A Szerb Parlament és a központi postahivatal

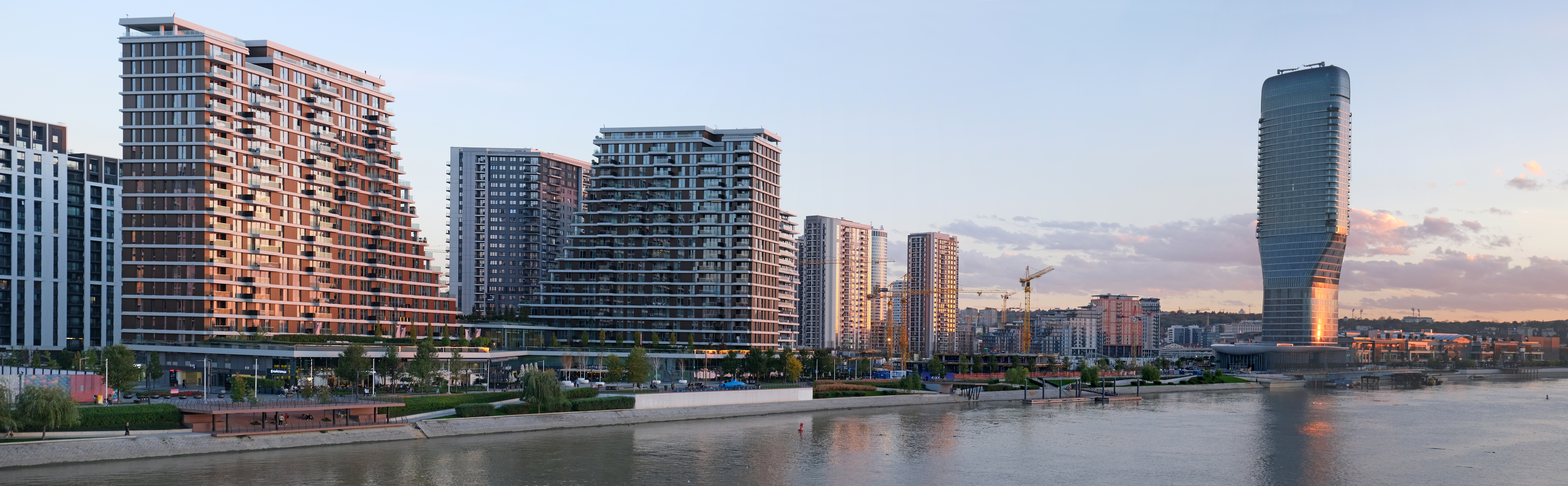
A belgrádi vízpart (Beograd na vodi); jobbra a a 2022-ben átadott legújabb toronyház (Kula Beorgrad)

A város különböző részei egészen változatos építészeti stílusokban épültek, a középkori hangulatot idéző Zimonytól a rengeteg török stílusban épült épületen keresztül Újbelgrád modern és szellős épületegyütteseiig. A legöregebb épületek is már a 19. században épültek, mivel a város földrajzi helyzete miatt folyamatos háborúknak és pusztításnak volt kitéve. A legrégibb nyilvános épület egy jellegtelen török türbe (ilyen Budapesten Gül Baba türbéje), míg a legöregebb ház a Dorćolon található, 18. századvégi szerény agyagház. A nyugati építészeti irányzatok a 19. században kezdték éreztetni hatásukat, amikor az addig keleties arculatú város kortárs klasszicista, romantikus és akadémista szellemben épült újjá. A 19. század végén a város fejlesztését a szerb építészek vették át a külföldi építészektől, és ők álmodták meg a Nemzeti Színházat, a Ódon-palotát (a jelenlegi kormányépületet), a Saborna Crkva székesegyházat, a 20. elején pedig, már a szecesszió befolyása alatt, a Nemzetgyűlés épületét és a Nemzeti Múzeumot. A neobizánci építészet elemei jelennek meg olyan épületekben, mint a Vuk kulturális alapítvány épülete, a központi postahivatal épülete, a szakrális építészetet pedig a Gračanica kolostor mintájára épült Szent Márk templom, illetve a Szent Száva templom képviseli.
A kommunista időkben sokat és olcsón akartak építeni, hogy a második világháború után vidékről beáramló tömegeknek otthont tudjanak nyújtani, eme, az esztétikai hatásra keveset adó építészetet jól példázza az Új Belgrád-i panelrengeteg. A szocialista realizmus csak rövid ideig volt jelen (ennek eredménye szakszervezeti épület), az 1950-es években már a modernista irányzat bontakozott ki, és ma is ez uralja a belgrádi építészetet.

### Múzeumok

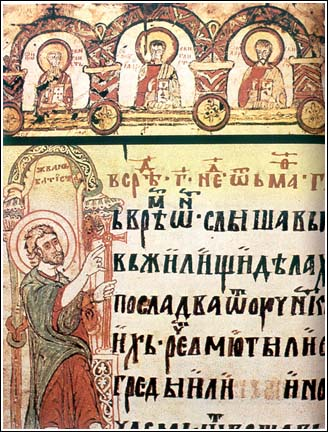
Miroslav-evangélium, a 12. századi kézirat felkerült az UNESCO A világ emlékezete program listájára 2005-ben

Belgrád legismertebb múzeuma az 1844-ben alapított Nemzeti Múzeum. Több mint 400 000 kiállítási darabbal rendelkezik (köztük 5600 festménnyel és 8400 rajzzal és nyomattal), köztük számos külföldi mestermunkával, és itt található a híres Miroslav-evangélium is (egyike a legrégibben megőrzött illuminált kéziratoknak, a 12. századból). A hadtörténeti múzeumban egészen a Római Birodalom koráig visszamenőleg találunk kiállítási tárgyakat, összesen több mint huszonötezret. A múzeum különösen a külföldi turisták előtt népszerű, mert megtekinthetők a NATO bombázás idején a jugoszláv hadsereg által lelőtt F-117-es lopakodó repülőgép darabjai is. A repüléstörténeti múzeum több mint 200 repülőjéből 50 darab van állandó kiállításon, néhány olyan is, amelyek típusuk utolsó fennmaradt példányai (például a Fiat G.50-es); itt is látható a lelőtt amerikai és NATO-repülőgépek maradványai közül néhány. Az 1901-ben alapított Néprajzi Múzeum gyűjteménye 150 000-nél is több tételt tartalmaz, a balkáni országok (különösen a volt Jugoszlávia országainak) vidéki és városi kultúráját mutatja be. A kortárs művészetek múzeuma 8450 darabos gyűjteménnyel rendelkezik, a bemutatott délszláv képzőművészeti alkotások az 1900-as évek kezdetétől datálódnak. Az 1952-ben alapított Nikola Tesla Múzeum a feltaláló személyes tárgyait őrzi. A gyűjtemény körülbelül 160 000 eredeti dokumentumot és 5700 egyéb tételt tartalmaz. A belgrádi múzeumok közül még jelentős Vuk és Dositej Múzeuma, amely Vuk Stefanović Karadžićnak, a szerb irodalmi nyelv 19. századi megújítójának és Dositej Obradovićnak, az első szerb oktatásügyi miniszternek életét, munkáját és hagyatékát mutatja be. A szokatlanabb múzeumok egyike az afrikai művészetek múzeuma, amelyet a harmadik világ kevéssé fejlett országaival való szolidaritás jegyében alapítottak annak idején.
A nemzeti és nemzetközi filmek körülbelül 95 000 másolatával a jugoszláv filmarchívum a legnagyobb a régióban, és a világ legnagyobb archívumai között is az első tízben van. Az intézmény ad otthont a jugoszláv filmarchívum múzeumának is, filmszínházzal és kiállítóteremmel. Az archívum hosszú ideje húzódó, helyszűkéből adódó gondjai 2007-ben megoldódtak, amikor új raktárhelyiséget bocsátottak a rendelkezésére.
A városi múzeum hamarosan új épületbe költözik. Kiállítási tárgyai között van a Belgrád-evangélium 1503-ból, egy teljes, a rigómezei csata idejéből származó vértezet, és számos festmény és grafika. Az új Tudomány és Technológia Múzeumának építését 2008 végén kezdik majd el.

## Turizmus

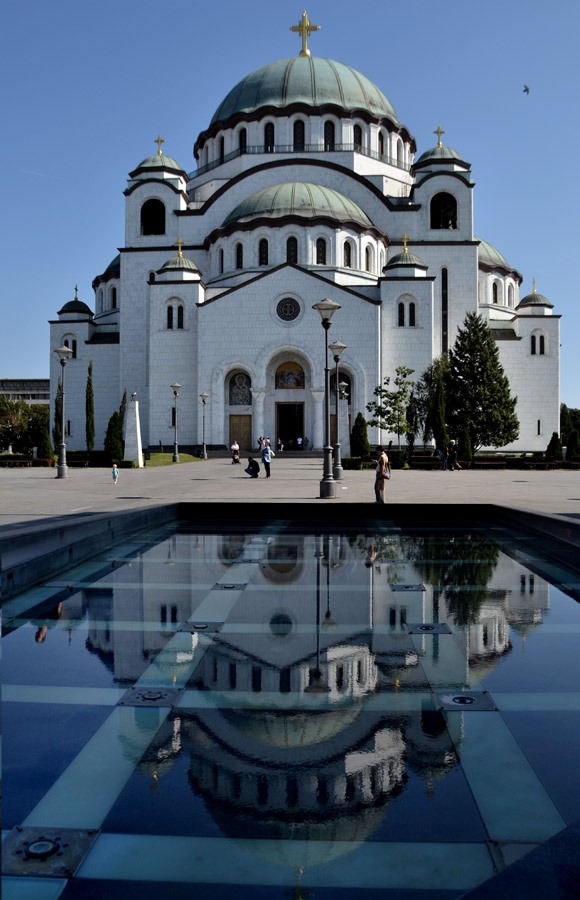
Szent Száva-templom, a legnagyobb ortodox templom a világon

Belgrád történelmi városrészei és épületei a legnagyobb turistalátványosságok. Közéjük tartozik a Skadarlija, Belgrád bohémnegyede, a Nemzeti Múzeum és közvetlenül mellette a Nemzeti Színház, Zimony (Óváros), a Nikola Pašić tér, a Terazije, Belgrád egyik központi, modern belvárosi környezetben lévő tere, a diáknegyed, Nándorfehérvár vára és az azt övező belvárosi park (a Kalemegdan), Mihály fejedelem utcája, a Parlament, a Szent Száva templom és az Ódon-palota. Ezeken túl természetesen parkok, szobrok, múzeumok (Freskómúzeum), kávézók, éttermek és boltok várják az odalátogatót a folyó mindkét partján. Az Avala-hegy tetejéről, az ismeretlen katona emlékművének tövéből jó kilátás nyílik a városra. Josip Broz Tito mauzóleuma, vagy más néven a Virágok Háza, illetve a környező Topčider és Košutnjak park különösen a korábbi Jugoszlávia területéről érkező turisták kedvelt úticélja.
Említést érdemel még a Fehér Palota, a Karađorđević királyi család otthona, amely nyitva áll a látogatók előtt is. A palotában Rembrandt, Nicolas Poussin, Sebastien Bourdon, Paolo Veronese, Antonio Canaletto, Ivan Meštrović és mások munkái lelhetők fel.
Az Ada Ciganlija a Száva egy valaha különálló szigete volt, amire Belgrád legnagyobb sport-rekreációs központja épült. A szigetet összekapcsolták a parttal, új, 7 km hosszú partszakaszt és mesterséges tavat alakítván ki; ez nyáron a belgrádiak egyik kedvenc úticélja. Csak néhány a centrum területén űzhető tevékenységek közül: golf, rögbi, labdarúgás, kosárlabda, röplabda, baseball, tenisz, evezés és sok más. Nyáron naponta két-háromszázezer fürdőző látogat ide. A klubok a nap 24 órájában nyitva tartanak, élőzene és éjszakai strandpartik várják a szórakozni vágyókat. Bungee jumpingozni, vízisíelni és paintballozni is lehet. Adán kívül Belgrád belterületén a Dunában és a Szávában összesen 16 sziget van, sok közülük máig beépítetlen; közülük a Nagy Háború-szigeten, a két folyó összefolyásánál háborítatlanul élnek az állatok (főleg a madarak). A sziget egyes részeit, akárcsak a közeli Kis Háború-szigetet a városi önkormányzat természetvédelmi területnek nyilvánította.

### Látnivalói

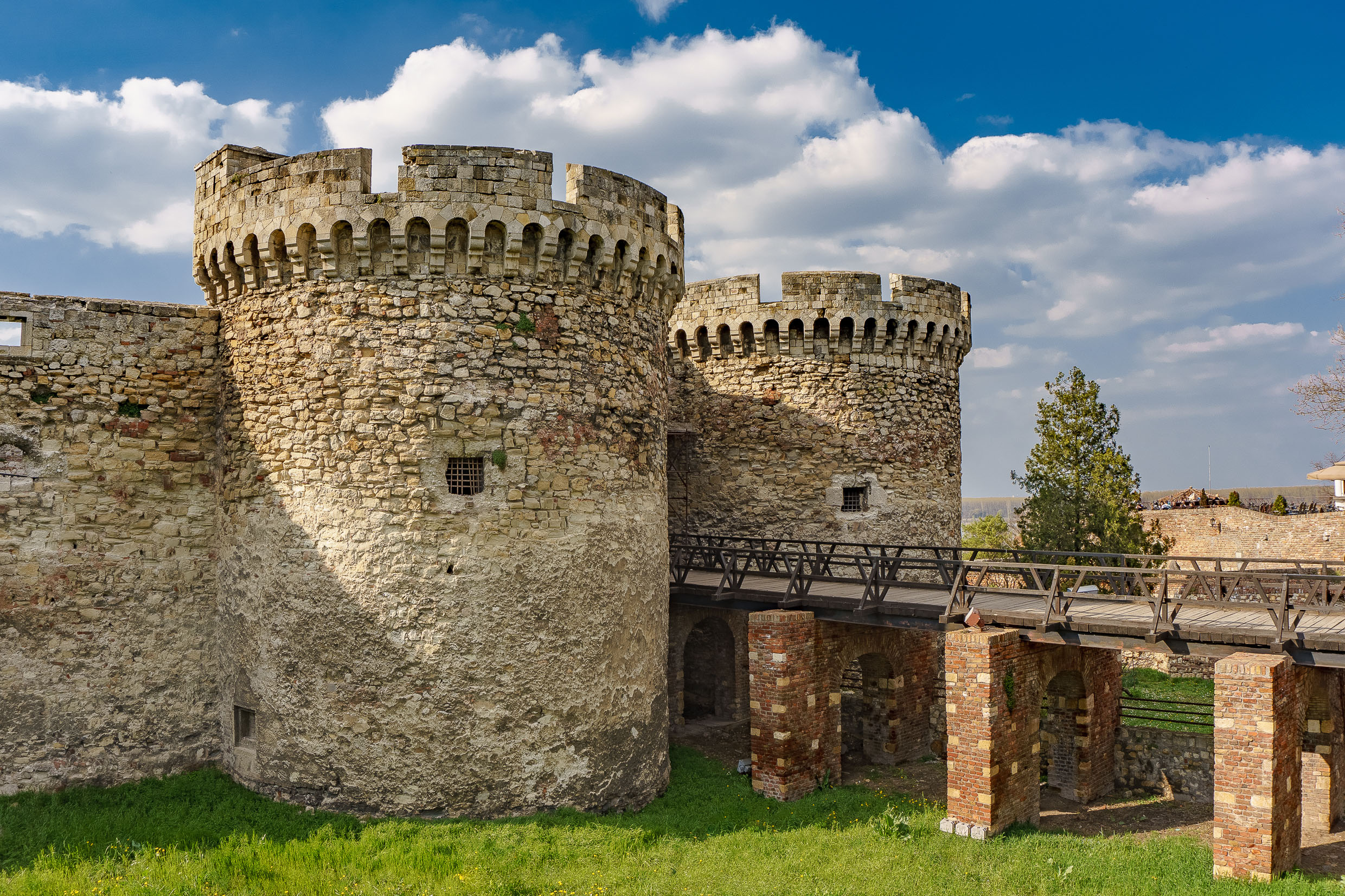
A vár Zindan kapuja

- Nándorfehérvár vára (wd). Az eredeti erődöt az ókorban feltehetőleg a kelták építették. Később a várost és az erődöt a rómaiak meghódították és Singidunum néven ismerték. I. Justinianusz bizánci császár 535 körül újjáépítette az erődöt.[98] Az erőd folyamatosan cserélte gazdáit: bolgárok három évszázadig, majd a bizánciak, majd ismét a bolgárok. Az erőd a 12. századig bizánci fellegvár maradt, amikor is az újonnan létrejövő szerb állam kezébe került. A Szerb Királyság határvárosa lett, majd az 1282–1319 közötti időszakot leszámítva gyakorlatilag Magyarország része lett. 1521-ben a törökök meghódították, és (rövidebb osztrák és szerb hódítással) az Oszmán Birodalom fennhatósága alatt maradt egészen 1867-ig. 1829-ig volt jelentős erődítmény.

A vár főbb részei: Damad Ali pasa, Szelim pasa és Hasszán pasa síremléke, török csörgőkút, VI. Károly diadalkapuja, török fürdő, Nebojsa torony, vártorony, római castrum maradványai, Szent Petka templom, Sztambul-kapu
- Szent Száva-templom
- Milos fejedelem kútja
- Királyi Palota
- Flögel-gyűjtemény
- Paja Jovanovic-gyűjtemény
- Orosz templom
- Nemzeti Múzeum
- Freskómúzeum
- Zsidó negyed
- Régi Egyetem
- Néprajzi Múzeum

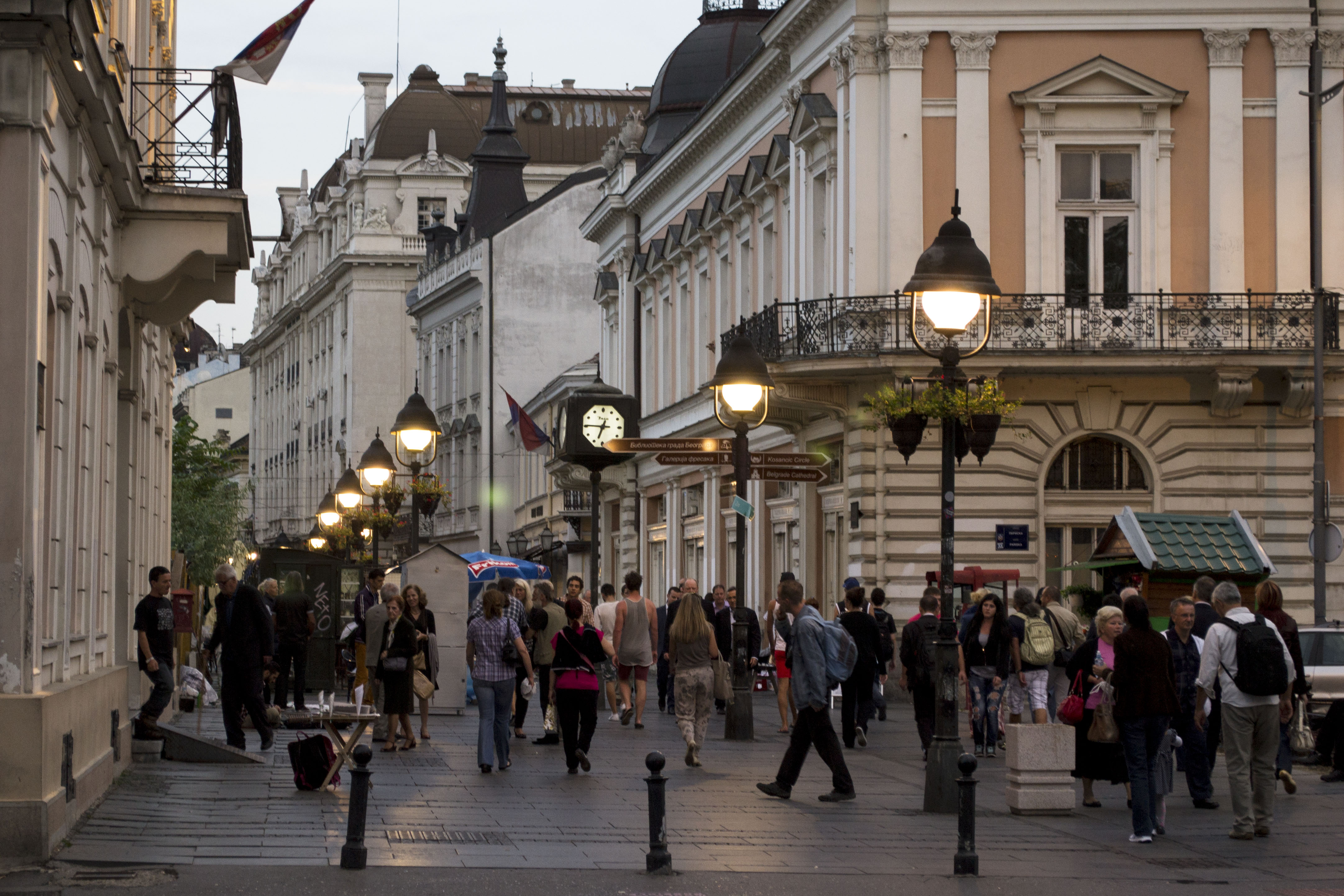
Belgrád belvárosa

- Virágház, Josip Broz Tito sírhelye
- Zimony (Óváros)
- Belgrádi Állatkert
- Jugoszlávia-múzeum
- Avalai tévétorony

### Éjszakai élet

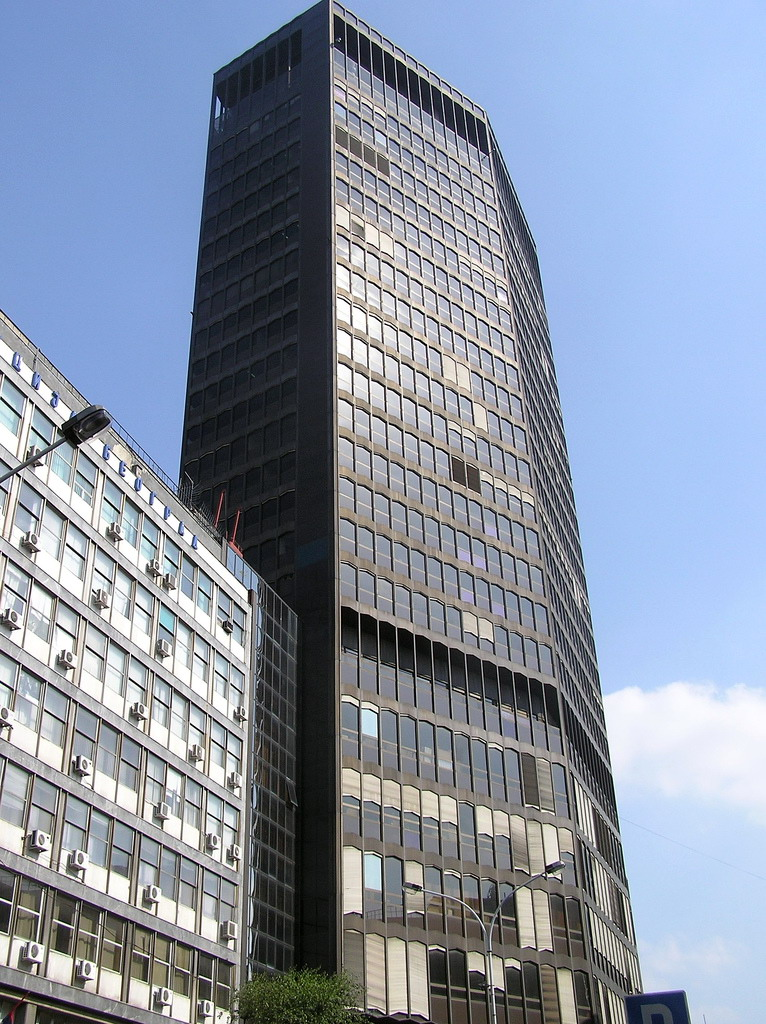
Beograđanka

Belgrádot elég sokan vibráló éjszakai életéről ismerik, nem utolsósorban a városszerte hajnalig nyitva tartó klubok révén. Az éjszakai élet szembeötlő letéteményesei a Száva és a Duna partjai mentén sorakozó bulihajók (splavovi).
A hétvégi látogatók, akik jellemzően Bosznia-Hercegovinából, Horvátországból, Szlovéniából érkeznek, az itteni éjszakai életet részesítik előnyben, köszönhetően a barátságos légkörnek, a nagyszerű kluboknak és bároknak, az olcsó italoknak, a nyelvi korlátok hiányának és a liberális szabályozásnak.
A híres alternatív klubok közé tartozik az „Akadémia” és a KST (Klub studenata tehnike), mely utóbbi a Belgrádi Egyetem villamosmérnöki karának alagsorában található. Az alternatív klubesemények legnépszerűbb terepe az SKC (Studentski kulturni centar avagy Hallgatói kulturális központ), ez Belgrád legmagasabb épületével, a Beograđankával szemben található. Az SKC-ben a legkülönfélébb kulturális események kerülnek megrendezésre, így hazai és külföldi együttesek koncertjei, különféle művészeti kiállítások, továbbá nyilvános viták és beszélgetések.
Azoknak, akiket a hagyományos szerb éjszaka és az észak-szerbiai városokra jellemző Starogradska („régi városi zene”) érdekel, érdemes a Skadarlijába, a város bohém negyedébe ellátogatniuk, amely Belgrád tizenkilencedik századi és huszadik század eleji költőinek és művészeinek gyűjtőhelye volt. A Skadar utcán (Skadarlija központja) és környékén találhatók meg a város legpatinásabb éttermei és kávéházai (szerbül kafana), amelyek szinte visszarepítik a betérőt azokba az időkbe. A negyed egyik végében található Belgrád legrégibb, a tizenkilencedik század első felében alapított sörfőzdéje. A város legrégibb kafanáinak egyike a Znak pitanja. (Vagyis „Kérdőjel,” de az épületen csak „?” szerepel.)

## Sportélete

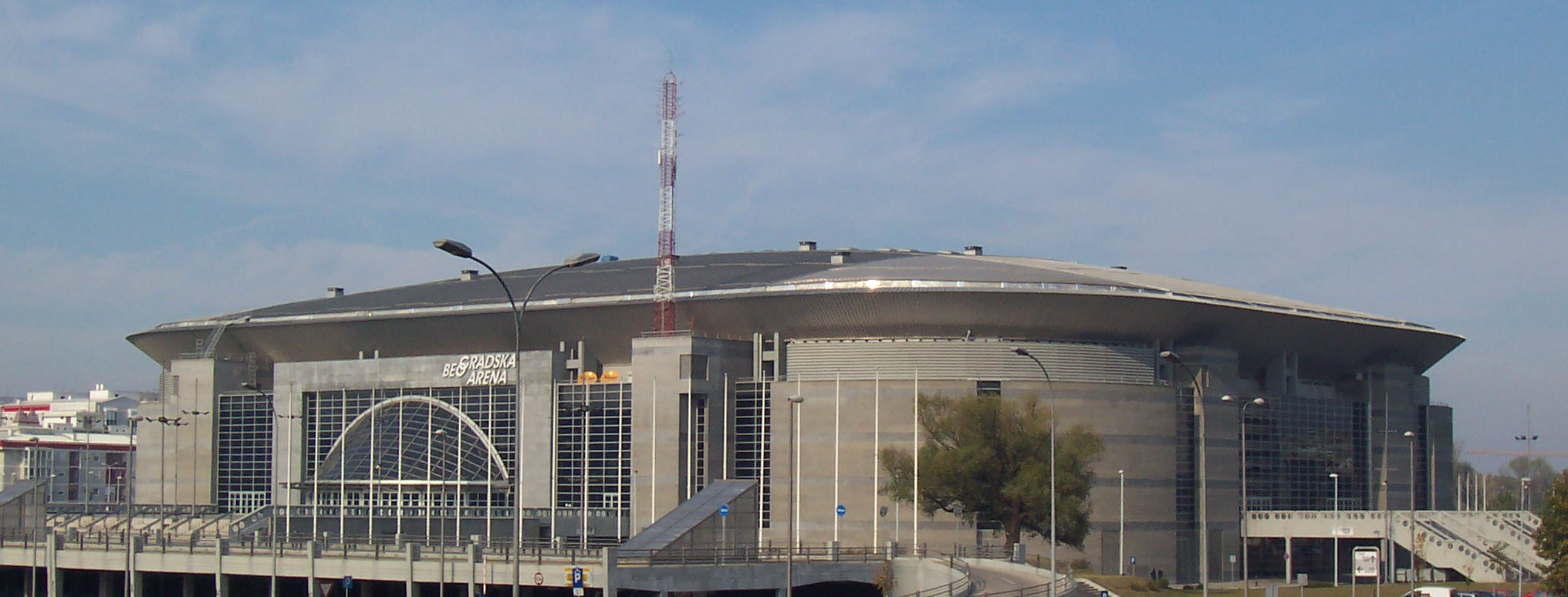
A Belgrád Aréna

Belgrádban körülbelül ezer sportlétesítmény található, és ezek között sok olyan van, amely mindenféle szintű sportrendezvényt le tud bonyolítani. A város a közelmúltban több, viszonylag jelentős sportesemény házigazdája volt: a 2005-ös kosárlabda Európa-bajnokságé (Eurobasket 2005), a 2005-ös röplabda Európa-bajnokságé, a vízilabda Európa-bajnokságé 2006-ban és az Európai Ifjúsági Olimpiai Fesztiválé 2007-ben. A városban került megrendezésre a 2009-es nyári Universiade, melynek rendezési jogát Monterrey és Poznań elől nyerte el.
A városnak eddig két sikertelen pályázata volt a Nyári Olimpiai Játékok megrendezésére. Az 1992. évi nyári olimpiai játékok rendezését illetően a Nemzetközi Olimpiai Bizottság a harmadik körben szavazta ki Barcelona ellenében. Az 1996. évi nyári olimpiai játékokat végül Atlanta rendezhette meg.
Szerbia két legnagyobb és legsikeresebb focicsapata, az FK Crvena zvezda és az FK Partizan is belgrádi, akárcsak több más elsőosztályú csapat. Itt található a két legnagyobb focistadion, a Marakana (az FK Crvena zvezda otthona) és a Stadion Partizan (az FK Partizan otthona). A Belgrád Arénában és a Pionir Hall stadionban rendezik a kosárlabdameccseket, a vízilabdameccseket pedig a Tašmajdan sport centrumban.

## Közlekedés

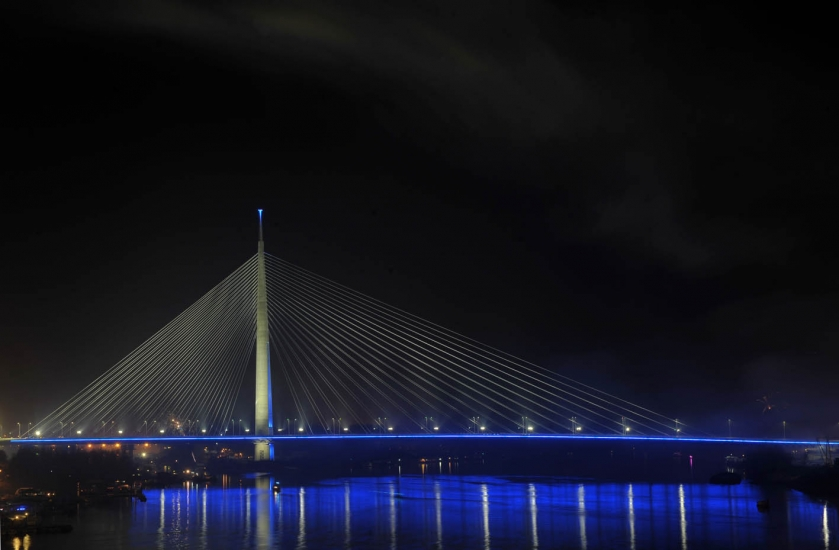
Az Ada híd a Száva folyón

Belgrádnak kiterjedt tömegközlekedési hálózata van, amely 118 belvárosi és több mint 300 elővárosi buszjáraton, 12 villamosvonalon és 8 trolibuszjáraton alapul. A járatokat és vonalakat a GSP Belgrade (Városi Tömegközlekedési Vállalat) és az SP Lasta működteti; ezek jó néhány buszjárat üzemeltetésében egyéb magáncégekkel működnek együtt. Belgrádnak elővárosi vasútja is van – a BG: Voz –, melyet a Szerbiai Vasúttársaság üzemeltet. A tervek megvalósításával összesen 4 vonal fogja a város különböző részeit összekötni, főleg a külvárosokat (például a repteret) a belvárossal. A főpályaudvarra érkeznek és indulnak Európa fővárosaiba, illetve Szerbia számos városába a vonatok. A távolsági buszközlekedés is népszerű, napi az összeköttetés az ország összes többi városával.
Autópályák kötik össze Belgrádot észak felé Újvidékkel és Budapesttel, déli irányba Nišsel és nyugat felé Zágrábbal. Mivel a város két nagy folyó, a Duna és a Száva összefolyásánál fekszik, ezért számos hídja van, a két legjelentősebb a Branko híd és a Gazela híd, amelyek az óvárost a Száva túlpartján fekvő Újbelgráddal kötik össze. A város legújabb hídja a 200 méter magas, ferdekábeles Ada híd, amely a 3-3 autósáv mellett 2 villamosvágányt is tartalmaz. A Száva felett két vasúti híd ível át, ezek az acélrácsos szerkezetű régi vasúti híd, valamint a ferdekábeles kialakítású új vasúti híd. A leghosszabb az összes közül Belgrád két dunai hídja, a Pančevo híd, illetve a Pupin híd . A teherforgalmi kikötő a Dunán, a személyforgalmi kikötő a Száva partján található.
A város életében fontos szerepet tölt be a Surčin melletti Nikola Tesla nemzetközi repülőtér (IATA:BEG), ez a belvárostól 12 kilométerre nyugatra található. A városközpont és a repülőtér között még nincs kiépített gyorsforgalmi vasút, a városba való bejutás autóbusszal vagy taxival lehetséges. A legnagyobb forgalmat 1986-ban bonyolította, amikor az utasszám elérte a 3 milliót, majd ez a szám az 1990-es években drasztikusan lecsökkent. A forgalom 2000 óta újra növekedési pályán van, 2004-re és 2005-re már elérte a 2 milliót, 2007-ben pedig – 17 év után – ismét elérte 2,5 milliós utasszámot
A folyamatos fejlődésnek köszönhető városnövekedés és megsűrűsödött gépjárműfogalom komoly problémát jelent a város vezetésének. A megvalósítandó tervek közt szerepel egy belvárosi félgyűrű, ennek keretében több új híd (egy a Száván, kettő a Dunán), és egy, az E70-es és E75-ös utakat összekötő elkerülő út megépítése (2021) 
A tervek szerint 2020-ban kezdődik meg a metró építése. Két vonalból fog állni: Makiš- Mirijevo (délről keletre); Zimony- Mirijevo (nyugat- kelet). Az első fázisban az egyes vonal fele lenne megépítve, melynek 2022-re kell elkészülnie.

## Oktatás
Belgrádnak két állami egyeteme és több magánkézben lévő felsőoktatási intézménye van. Az 1808-ban alapított Velika Skola egyike a legrégibb oktatási intézményeknek Szerbiában. A líceum 1841-ben költözött át Belgrádba Kragujevacból, és 1905-ben ez lett a Belgrádi Egyetem. Az egyetemen ma több, mint 70 000 hallgató tanul.
A városban 195 általános iskola és 85 középiskola található. Az általános iskolai rendszerben 162 normál, 14 speciális, 15 művészeti és 4 felnőttiskola található. A középiskolai rendszerben 51 szakközépiskola, 21 gimnázium, 8 művészeti és 5 speciális iskola van. A 230 000 tanuló és 22 000 alkalmazott több mint 500 épületben helyezhető el, amelyek összesen 1 100 000 m² területet fednek be.

## Média
Belgrád a szerbiai média központja. Itt található a szerb közszolgálati televízió és rádió, a Radio-televizija Srbije (RTS) székháza, két tévé- és öt rádiócsatorna üzemeltetője. Saját zenei kiadója, a PGP RTS is itt működik. A legnépszerűbb kereskedelmi televíziót az RTV Pink multinacionális médiavállalat üzemelteti, mely populáris-szórakoztató, gyakran szenzációhajhásznak és alacsony színvonalúnak tartott műsorokat sugároz. A másik nagyon népszerű tartalomszolgáltató a B92, saját tévé- és rádiócsatornával, zene- és könyvkiadó részleggel; ez a vállalat működteti a legnépszerűbb szerbiai internetes oldalt is. Belgrádi székhelyű tévécsatornák még a TV Košava, a TV Avala, a Foks televízió, a Stúdió B és a TV Enter, s léteznek további specializált adók: az SOS (sport), a Metropolis (zene), az Art TV (művészet), a Sinemanija (filmek) és a Hepi TV (gyerekprogramok).
A legnépszerűbb rádiócsatornák a Radio Beograd 202, a Radio B92, a Radio Indeks, a Radio Novosti, a Radio Nostalgija, a Radio Pingvin, a Radio Top FM, a Radio S és a Radio Studio B.
A Belgrádban kiadott magas példányszámú napilapok közé tartozik a Politika, a Večernje novosti, a Blic, a Glas javnosti és a Sportski žurnal. További napilapok: Borba, Danas, Kurir. 2006 óta terjesztik az ingyenes 24 satát.
A rádió- és televízióadók sugárzását több helyszínről végzik, ezek közül a legismertebb a 207 méter magas avalai tévétorony.

## Nevezetes emberek

### Belgrádban születtek
- Aleksandar Atanasijević – szerb kosárlabdázó
- Novak Đoković – szerb teniszező
- Ana Ivanović – szerb teniszező
- Jelena Janković – szerb teniszező
- Nikola Milenković – szerb labdarúgó

## Testvérvárosai
- Athén, Görögország
- Banja Luka, Bosznia-Hercegovina
- Peking, Kína
- Berlin, Németország
- Kijev, Ukrajna
- Ljubljana, Szlovénia
- Milánó, Olaszország
- Moszkva, Oroszország
- Róma, Olaszország
- Szkopje, Macedónia
- Zágráb, Horvátország
- Coventry, Nagy-Britannia
- Chicago, USA
- Podgorica, Montenegró
- Lahor, Pakisztán 2007[128]

## Belgrád a számítógépes játékokban
Belgrád megjelenik a Battlefied 2142 számítógépes játékban.

A szerb parlament épületének hasonmására bukkanhatunk a Half-Life 2 színhelyén, a fiktív City 17-ben; a játékban az épület parancsnoki központ.

## Galéria

Térkép, 1760
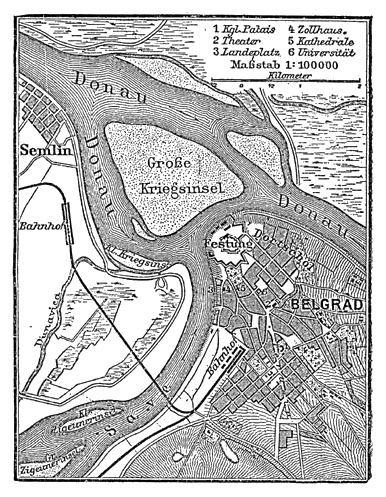
Térkép, 1888
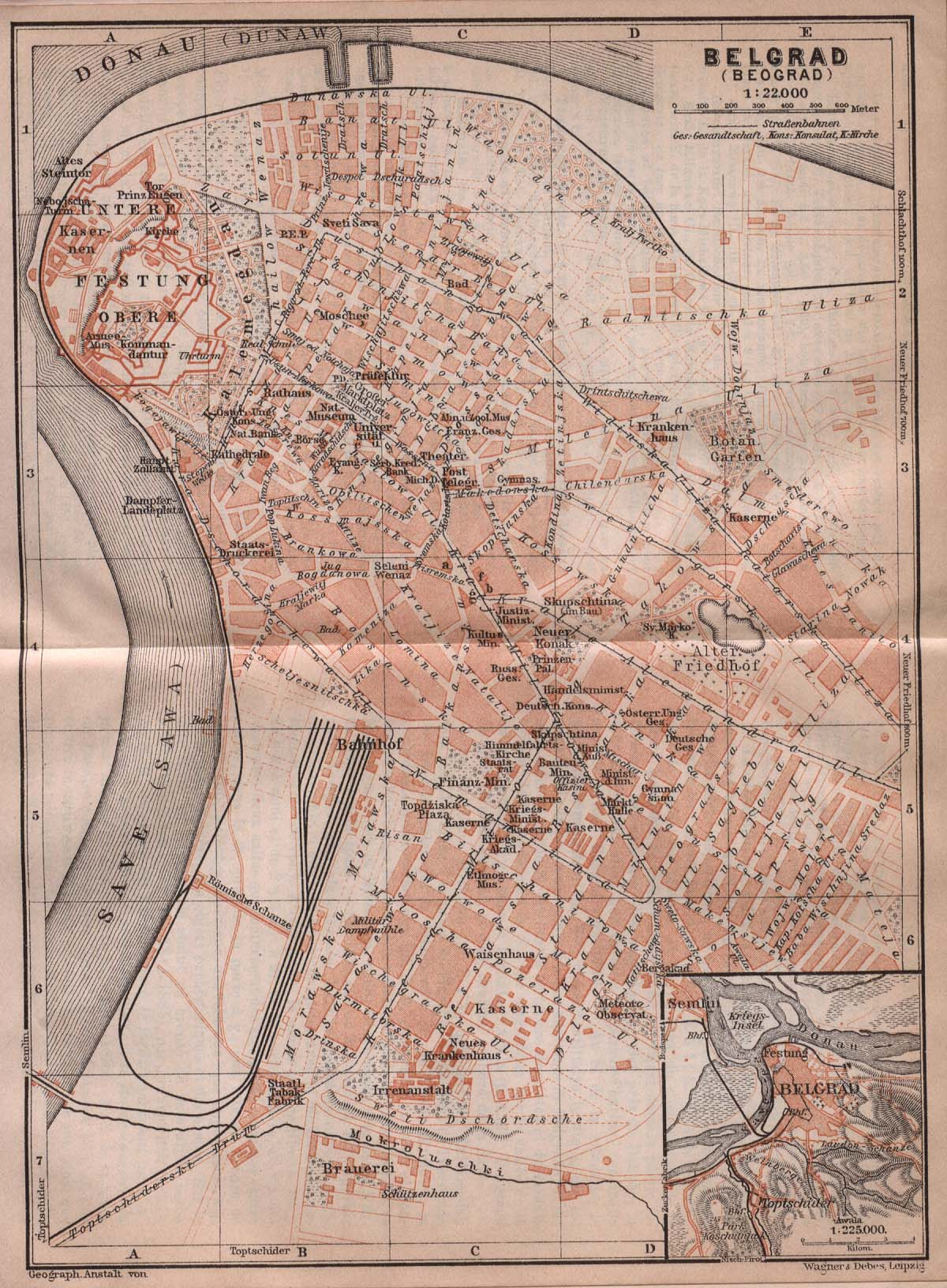
Térkép, 1905
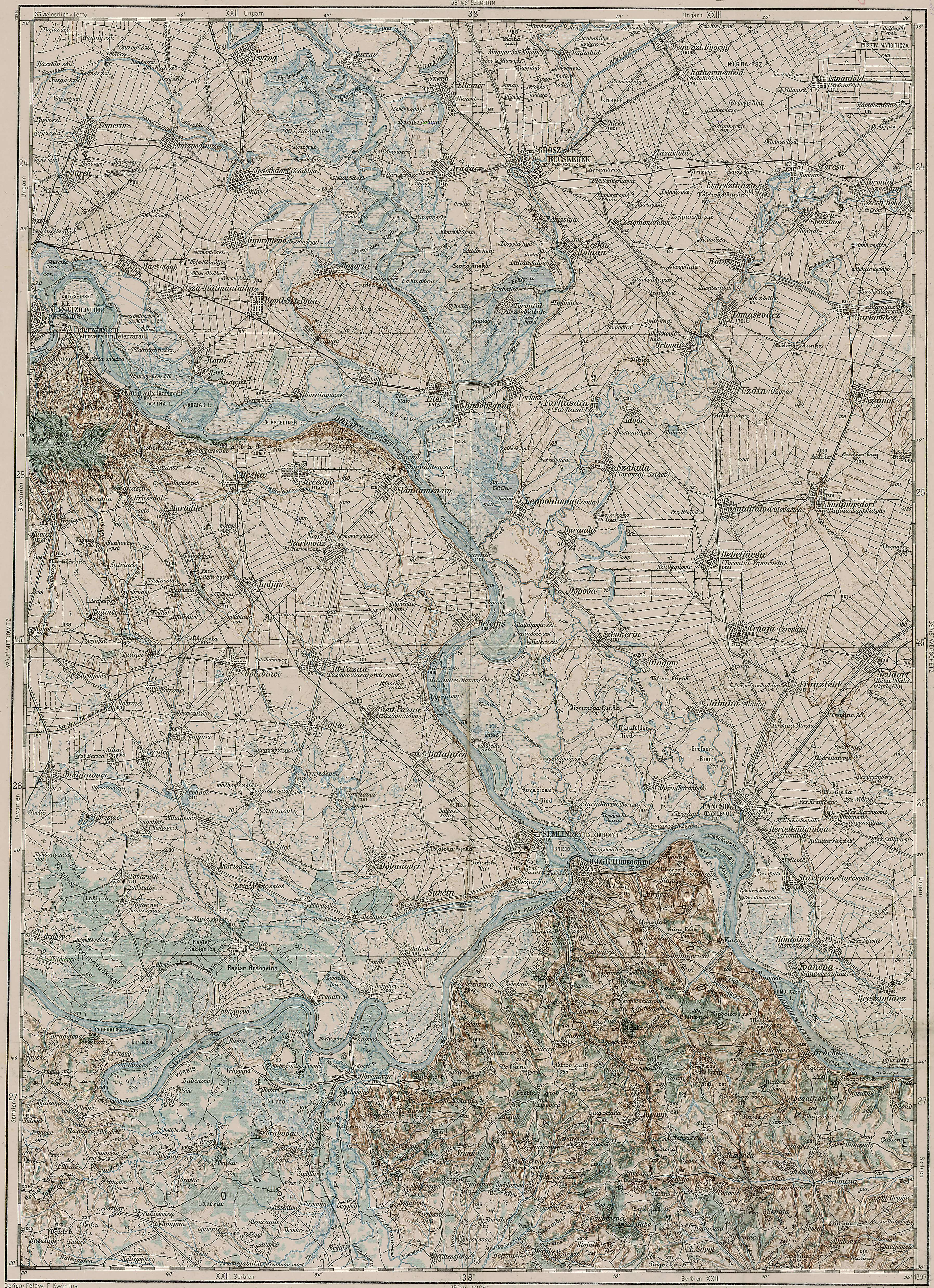
A Monarchia katonai térképe
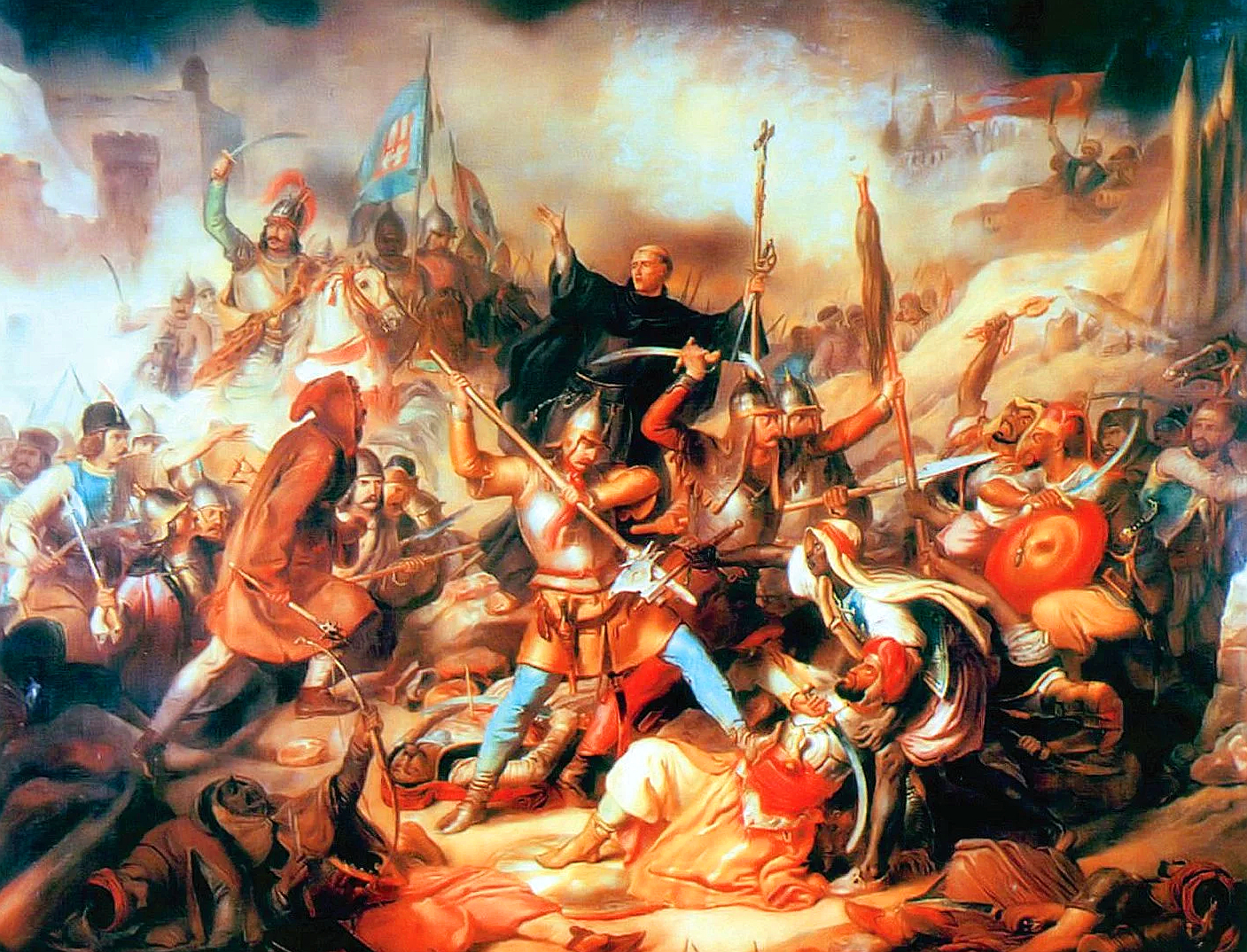
A nándorfehérvári csata
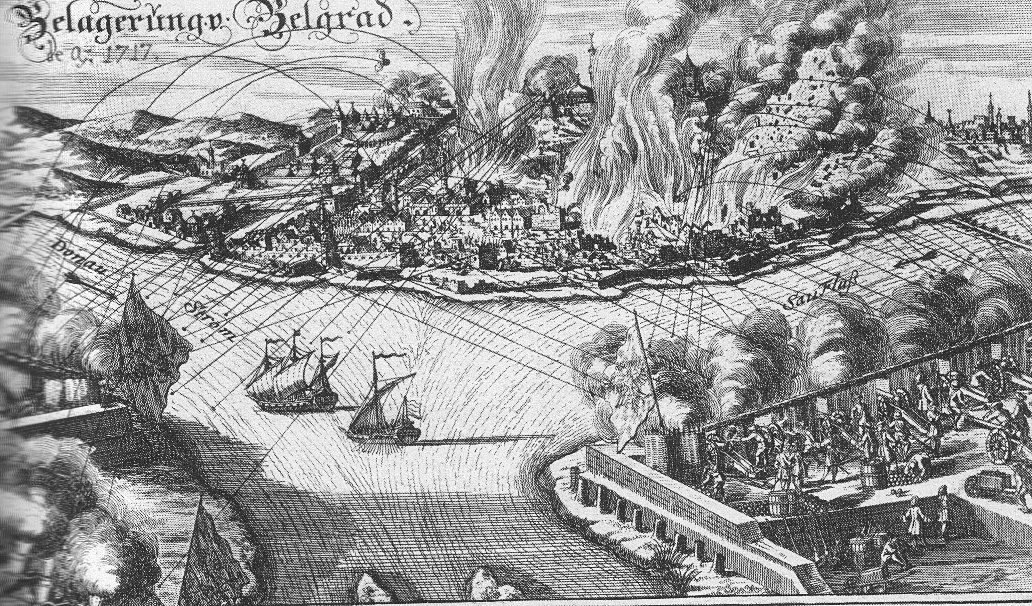
Belgrád ostroma 1717-ben
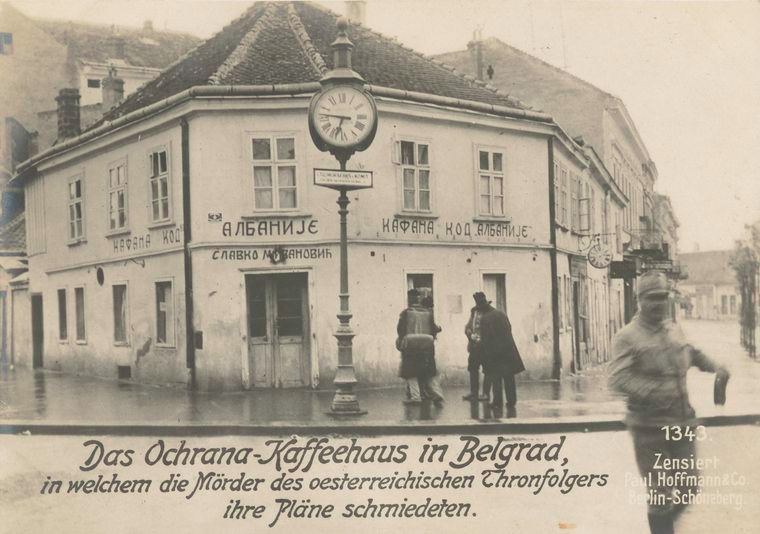
Kávézó a 20. század elején
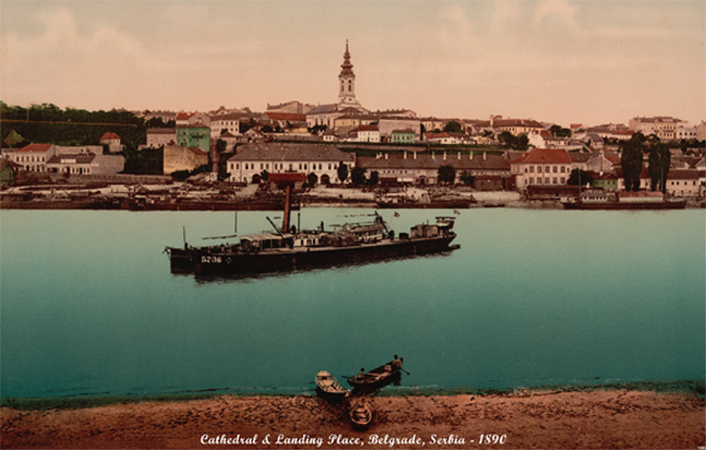
A 19. század végén
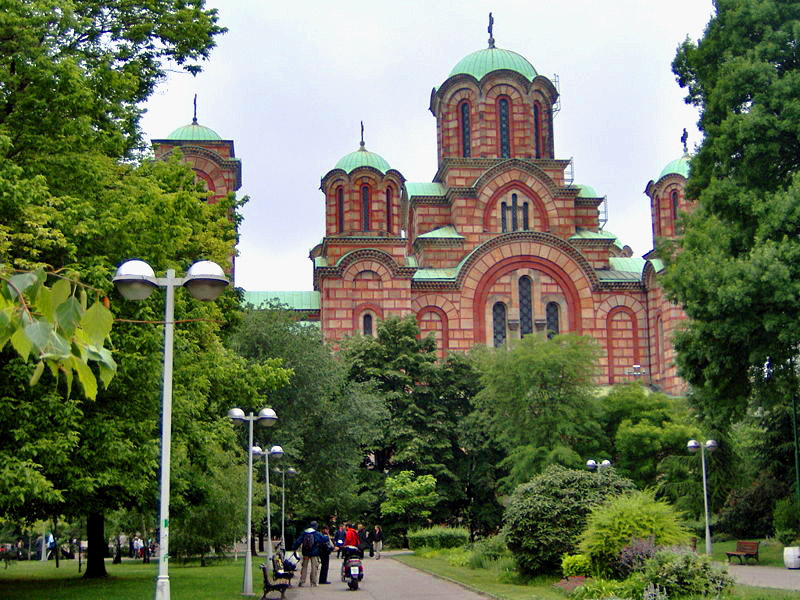
A Szent Márk templom
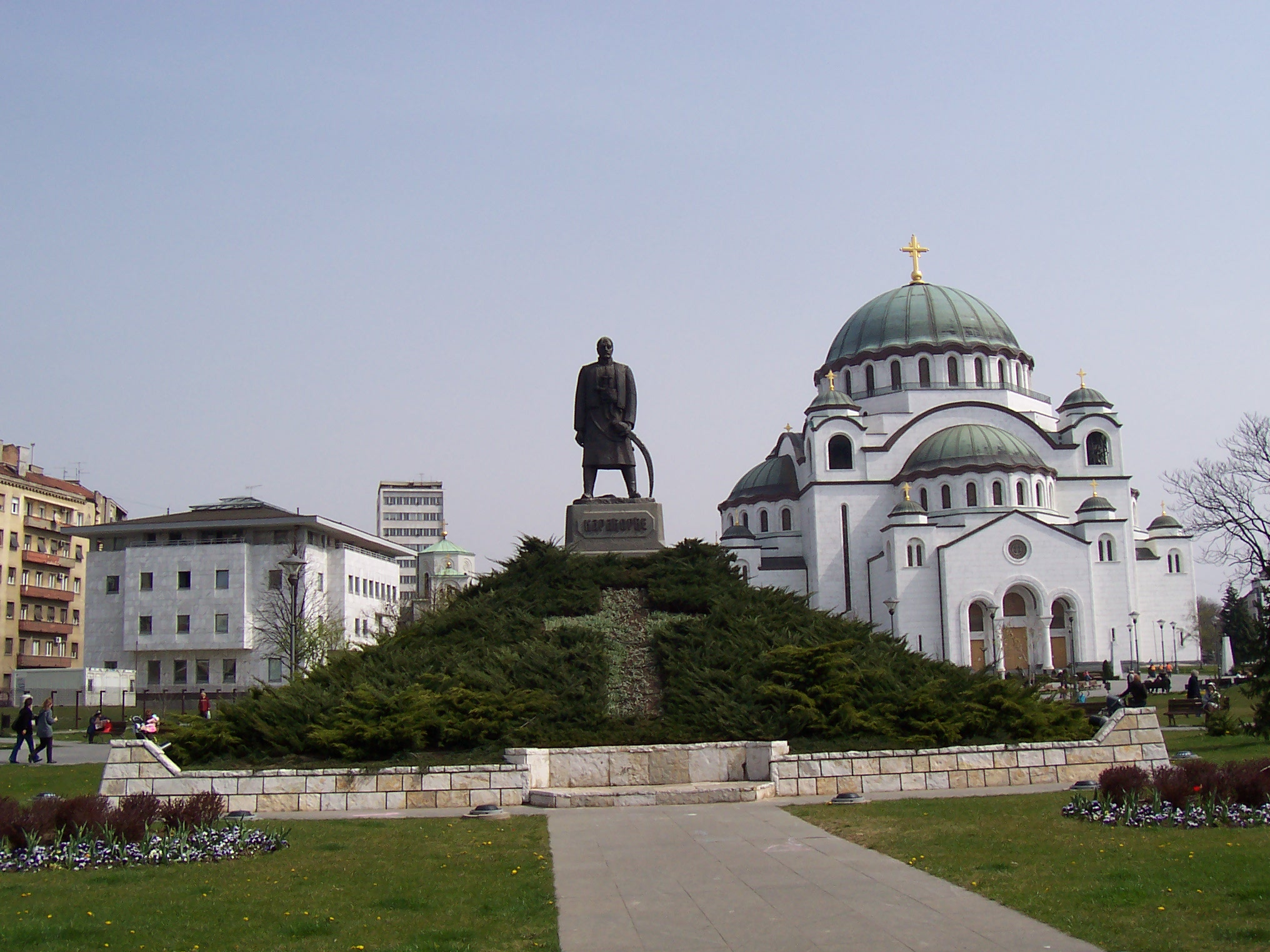
A Szent Száva-templom és a Karađorđe emlékmű
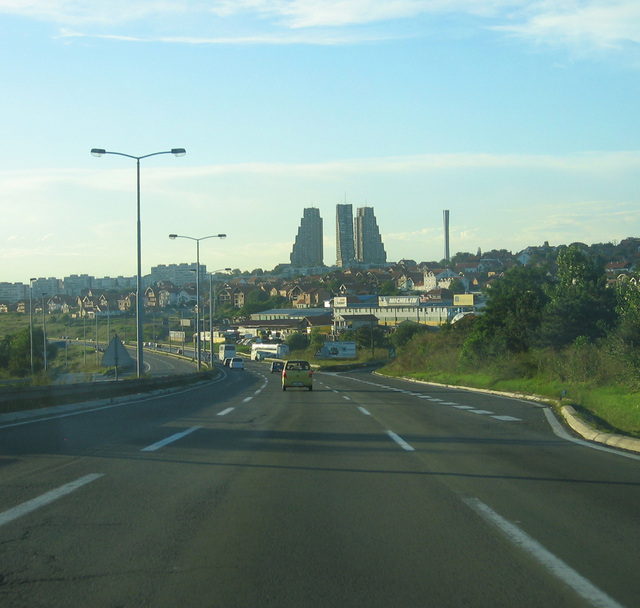
Keleti oldalról
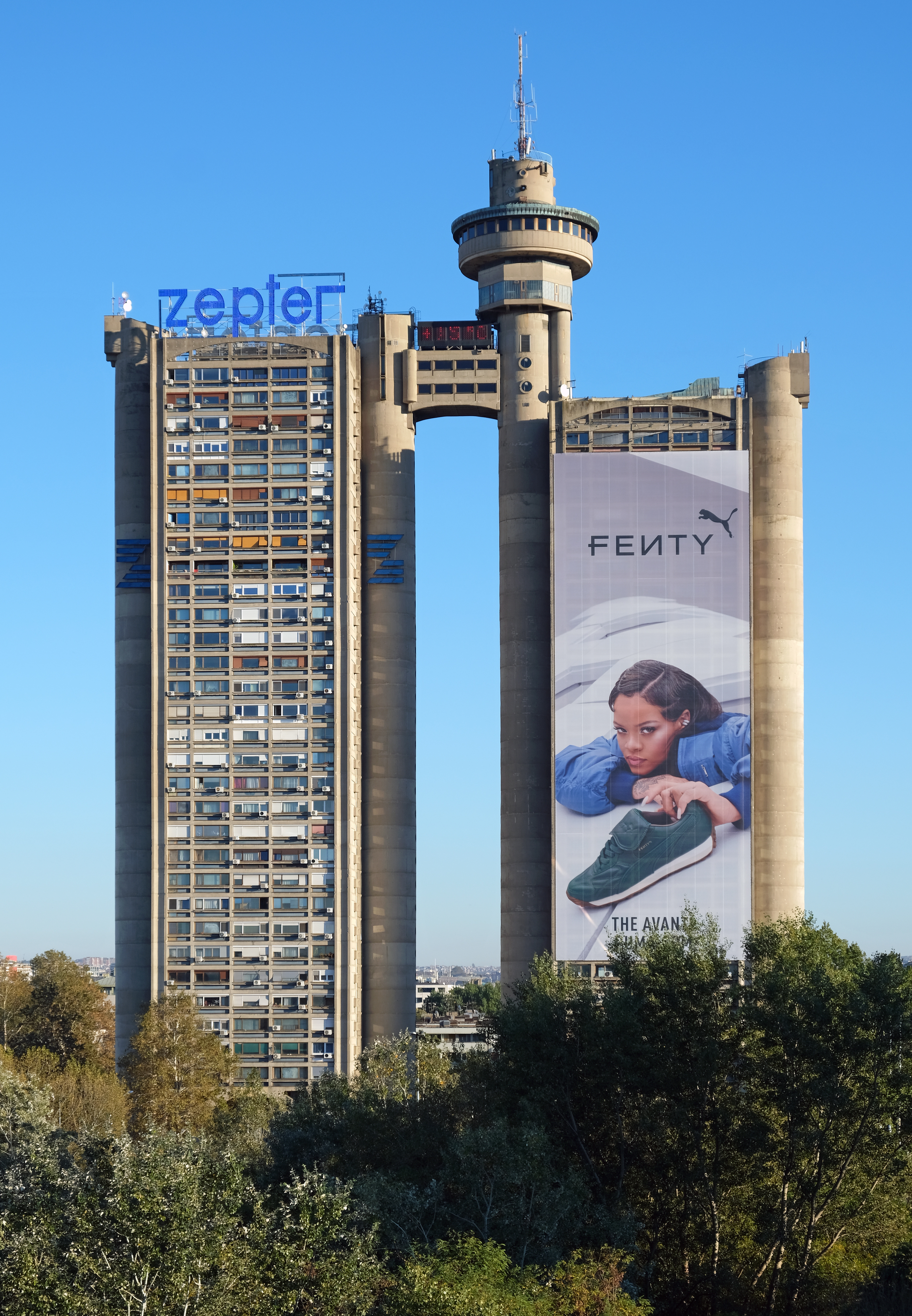
A Genex-torony, a város nyugati kapuja
A szerb vasúttársaság központja
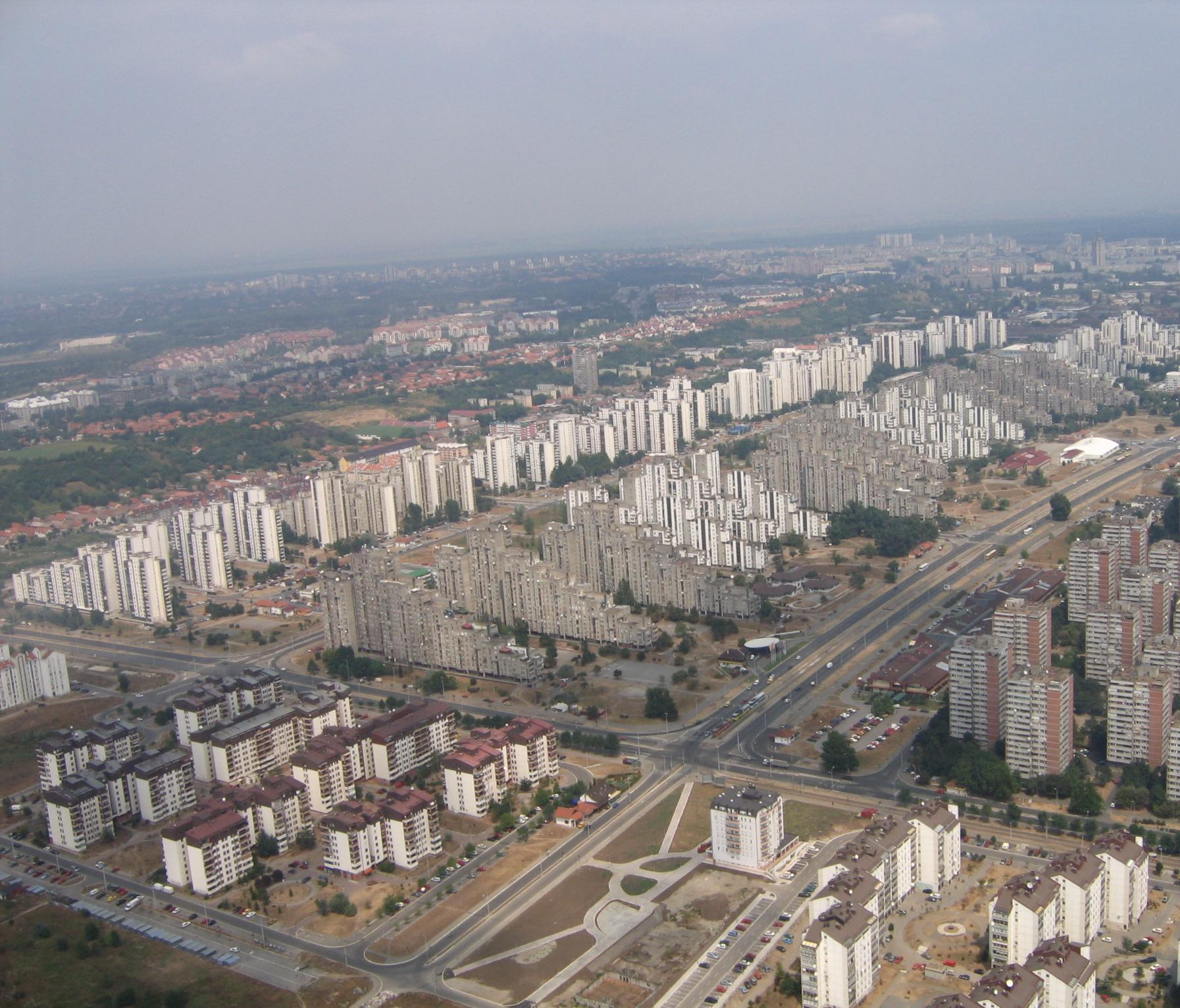
Új Belgrád
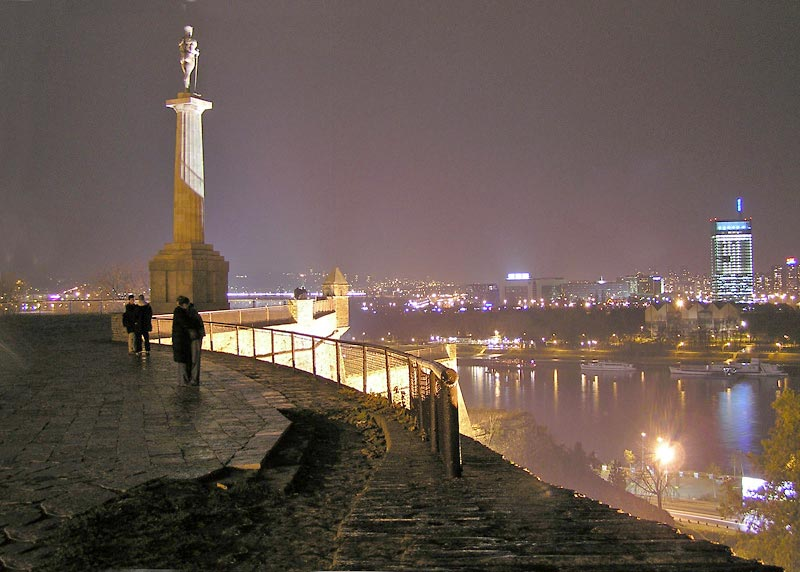
Belgrád éjjel
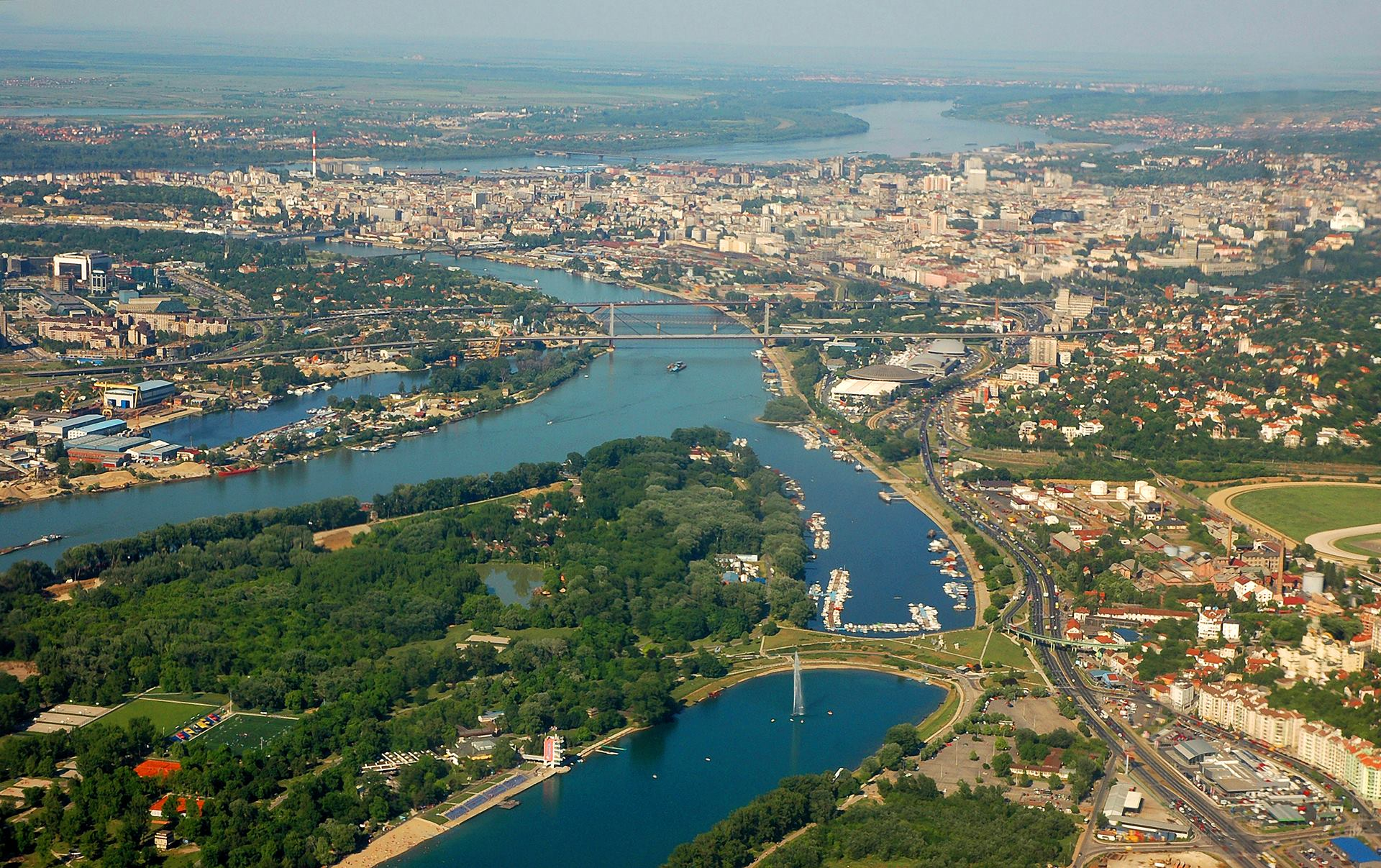
Légi felvétel Belgrádról